# Kirchenbezirk Aalen
Der Evangelische Kirchenbezirk Aalen ist einer von 43 Kirchenbezirken (Kirchenkreisen) der Evangelischen Landeskirche in Württemberg. Sein Gebiet ist deckungsgleich mit dem Dekanat Aalen.

## Geografie
Der Kirchenbezirk Aalen liegt im Osten der württembergischen Landeskirche. Sein Gebiet umfasst überwiegend den Osten der Schwäbischen Alb und den Osten des Schwäbischen Waldes. Seine Kirchengemeinden gehören zu den politischen Städten und Gemeinden Aalen, Abtsgmünd, Adelmannsfelden, Bopfingen, Ellenberg (nur teilweise), Ellwangen (Jagst), Essingen, Hüttlingen, Kirchheim am Ries, Lauchheim, Neresheim, Oberkochen, Riesbürg, Rosenberg (teilweise), Stödtlen, Tannhausen, Unterschneidheim, Westhausen und Wört im Ostalbkreis.

### Nachbarkirchenbezirke
Der Kirchenbezirk Aalen grenzt im Osten an die Evangelisch-Lutherische Landeskirche in Bayern, im Süden an den Kirchenbezirk Heidenheim, im Westen an den Kirchenbezirk Schwäbisch Gmünd (beide Prälatur Ulm), im Nordwesten an den Kirchenbezirk Gaildorf und im Norden an den Kirchenbezirk Crailsheim-Blaufelden (beide Prälatur Heilbronn).

## Geschichte
Im Gegensatz zu den meisten Dekanaten der württembergischen Landeskirche, die schon bald nach der Reformation errichtet wurden, ist der Kirchenbezirk Aalen eine Neugründung aus dem 19. Jahrhundert. Das Gebiet des heutigen Kirchenbezirks Aalen ist mehrheitlich katholisch geprägt, weil es überwiegend zur Fürstpropstei Ellwangen gehörte. Hier zogen evangelische Bewohner erst seit dem 19. Jahrhundert bzw. vermehrt nach dem Zweiten Weltkrieg zu. Die aus historischer Zeit evangelisch geprägten Gebiete des Kirchenbezirks Aalen gehörten überwiegend zu den Freien Reichsstädten Aalen und Bopfingen bzw. zur Herrschaft Wöllwarth. In Aalen wurden 1575 die Reformation eingeführt. An der Stadtkirche Aalen war fortan ein evangelischer Stadtpfarrer tätig. Alle Gebiete des heutigen Kirchenbezirks Aalen kamen erst 1803 an Württemberg und so wurde Aalen Sitz eines württembergischen Oberamts und eines Dekanats, dem die evangelischen Gemeinden Ostwürttembergs zugeordnet wurden. Zum Dekan wurde der erste Stadtpfarrer Aalens ernannt, der bereits seit 1782 im Amt war. Seine Nachfolger waren jeweils die ersten Stadtpfarrer an der Stadtkirche Aalen.
Bis 1917 gehörte auch die Kirchengemeinde Degenfeld zum Kirchenbezirk Aalen. Durch Bekanntmachung des Konsistoriums vom 9. Mai 1917 wurde die Kirchengemeinde Degenfeld in den Kirchenbezirk Göppingen (1975 schließlich in den Kirchenbezirk Schwäbisch Gmünd) umgegliedert.
Durch Gründung des Kirchenbezirks Schwäbisch Gmünd am 1. April 1951 gab der Kirchenbezirk Aalen die fünf evangelischen Kirchengemeinden Schwäbisch Gmünd, Bartholomä, Heubach, Oberböbingen und Waldstetten an den neuen Kirchenbezirk ab und erreichte somit seine heutige Ausdehnung.
Zum 1. Januar 2026 fusionieren die beiden Kirchenbezirke Aalen und Schwäbisch Gmünd zum neuen Evangelischen Kirchenbezirk Ostalb. Dies haben die Bezirkssynode Aalen am 28. April 2023 und die Bezirkssynode Schwäbisch Gmünd am 5. Mai 2023 beschlossen.

## Leitung des Kirchenbezirks
Die Leitung des Kirchenbezirks obliegt der Bezirkssynode, dem Kirchenbezirksausschuss (KBA) und dem Dekan. Dekan ist seit Mai 2011 Ralf Drescher.
Dekansstellvertreter sind Pfarrer Martin Schuster und Pfarrer Ulrich Marstaller. Ebenfalls seinen Sitz an der Stadtkirche hat der Bezirkskantor für den Kirchenbezirk, Kirchenmusikdirektor Thomas Haller.

### Dekane des Kirchenbezirks Aalen
- 1803–1810 Johann Christoph Hoyer
- 1811–1823 Ludwig Friedrich Göritz
- 1824–1843 Georg Friedrich Daniel Göss
- 1843–1851 Julius Hartmann
- 1851–1873 Karl Gottlob Franz Neuffer
- 1873–1883 Julius Tscherning
- 1884–1888 Karl Wilhelm Theodor Hesler
- 1888–1899 Paul Gottlob Theodor Knapp
- 1899–1911 Hermann Friedrich Faber
- 1912–1930 Emil Rohrer
- 1930–1946 Georg Langbein (1876–1958)
- 1946–1952 Wilhelm Gümbel (1889–1978)
- 1952–1967 Georg Pfäfflin (1908–1972)
- 1968–1978 Wolfgang Thibaut (1912–1990)
- 1978–1993 Christoph Hahn (1929–2022)
- 1993–2007 Erich Haller (* 1942)
- 2007–2010 Albrecht Daiss (* 1953)
- Seit 2011 Ralf Drescher (* 1962)

## Kirchengemeinden
Im Kirchenbezirk Aalen gibt es insgesamt 20 Kirchengemeinden. Gesamtkirchengemeinden gibt es nicht. Das Gebiet des Kirchenbezirks Aalen gehörte vor 1800 überwiegend zur Fürstpropstei Ellwangen und zu den Freien Reichsstädten Aalen und Bopfingen. Der Raum Ellwangen blieb nach der Reformation katholisch, die Reichsstädte Aalen und Bopfingen wurden evangelisch. In den Raum Ellwangen zogen seit dem 19. Jahrhundert bzw. überwiegend erst nach dem Zweiten Weltkrieg auch evangelische Bewohner zu, so dass die evangelischen Kirchengemeinden hier relativ jung sind. Die jeweils in Klammern hinter dem Namen der Kirchengemeinde angegebenen Gemeindegliederzahlen beziehen sich auf das Jahr 2005 und sind gerundet.

### Kirchengemeinde Aalen

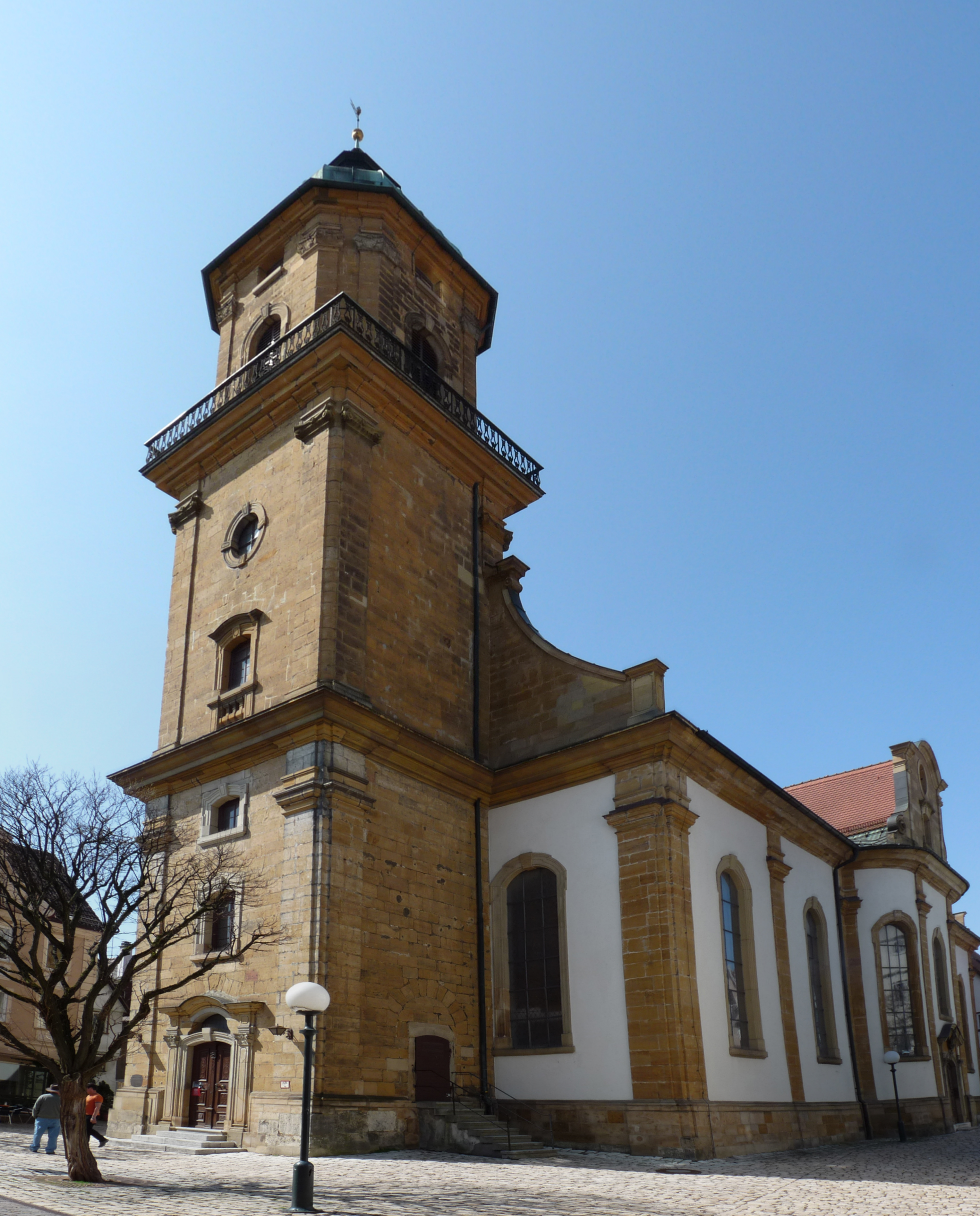
Stadtkirche Aalen

Die Kirchengemeinde Aalen (ca. 7.100 Gemeindeglieder) umfasst die Kernstadt und einige zugehörigen Weiler sowie den Stadtteil Waldhausen der Stadt Aalen. Aalen war bis 1803 Freie Reichsstadt und konnte somit die religiösen Angelegenheiten selbst regeln. Mit Hilfe des Herzogs von Württemberg wurde 1575 die Reformation eingeführt. Entsprechende Versuche gab es bereits vorher, doch konnten der Bischof von Augsburg und der Propst von Ellwangen dies zunächst verhindern. Zwischen 1628 und 1632 war vorübergehend der Katholizismus vorherrschend. Oberste Kirchenbehörde in Aalen war der Rat der Stadt. Nach dem Übergang an Württemberg wurde Aalen 1803 Sitz eines württembergischen Dekanats, dessen Dekanatskirche die Stadtkirche wurde. Der heutige Bau der Stadtkirche stammt von 1765 bis 1767 und ist wohl bereits der dritte Kirchenbau an dieser Stelle. Die erste Kirche war vermutlich eine dem Hl. Nikolaus geweihte frühgotische Kapelle. Diese wurde wohl 1340 durch einen größeren Bau ersetzt. Die zweite Kirche wurde nach Einführung der Reformation die erste evangelische Kirche Aalens. Beim Stadtbrand von 1634 

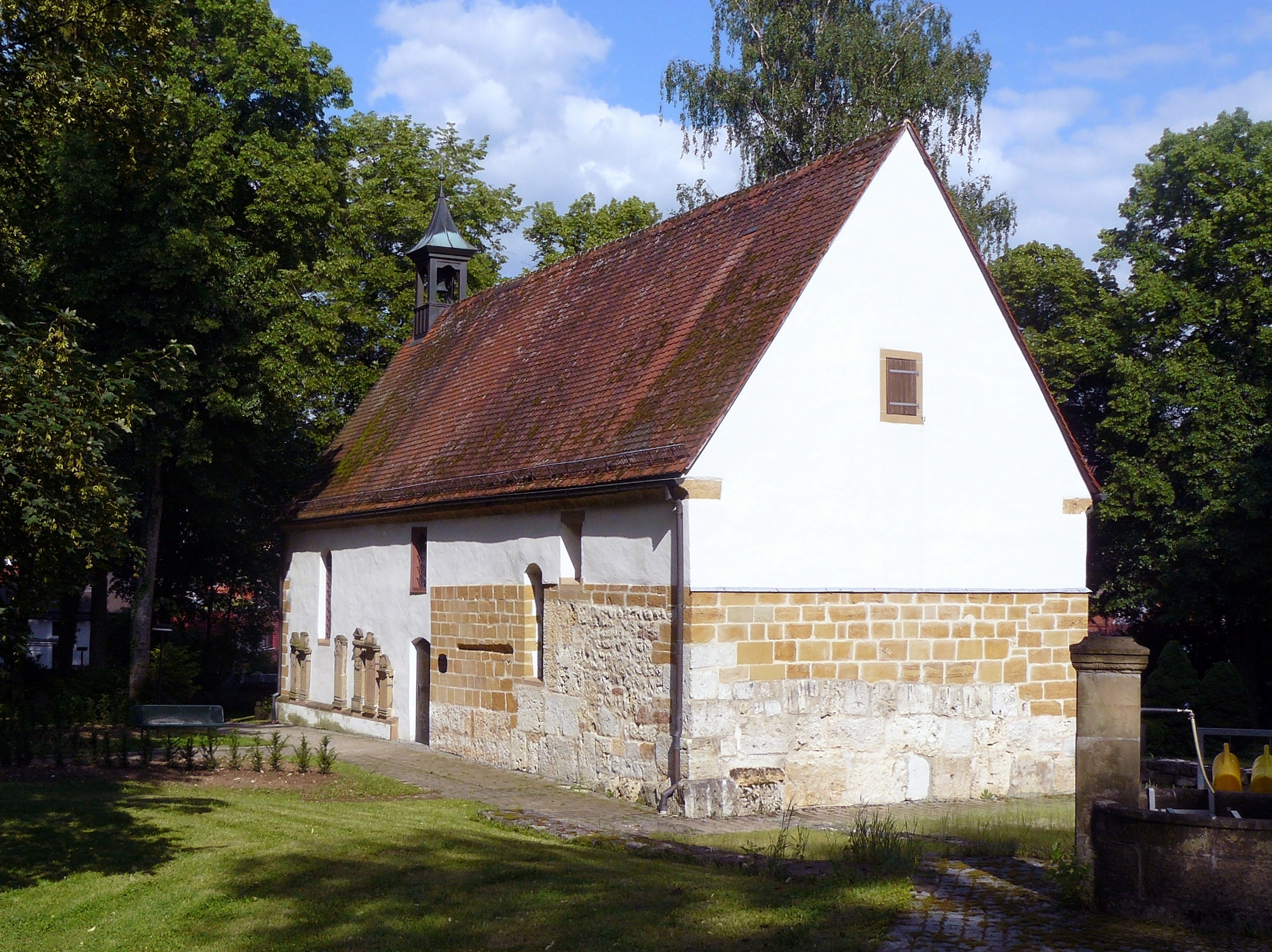
Johanneskirche in Aalen

wurde auch die zweite Kirche stark zerstört, nach dem Dreißigjährigen Krieg jedoch wieder provisorisch aufgebaut. 1765 stürzte der Turm auf das Kirchenschiff und so wurde bis 1767 die heutige Stadtkirche erbaut. In der Zwischenzeit feierte die Kirchengemeinde ihre Gottesdienste in der Johanneskirche auf dem Friedhof, die 1561 erneuert worden war. Dieses Gotteshaus gehört mit einem Abendmahlsfresko aus dem 12. Jahrhundert zu den ältesten Kirchen Württembergs. Sie wird bis heute von der Kirchengemeinde Aalen regelmäßig für Gottesdienste genutzt.

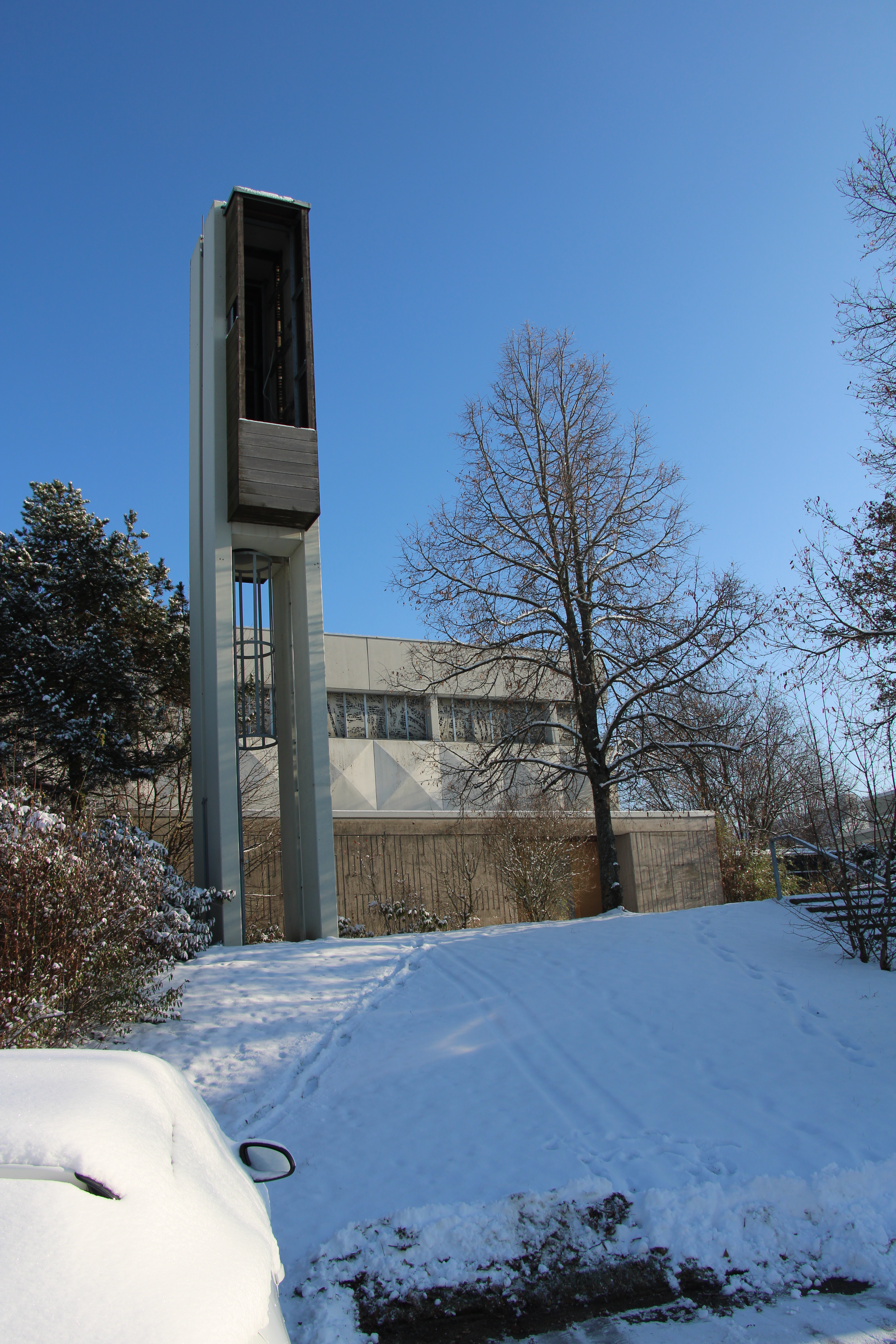
Markuskirche in Aalen

Im 20. Jahrhundert nahm die Bevölkerungszahl Aalens zu, so dass weitere Kirchen erbaut wurden. So entstand 1967 im Westen der Stadt die Markuskirche in Sichtbetonbauweise mit Gemeindehaus und Kindergarten. Architekt war Helmut Burkhardt aus Aalen. Die künstlerische Ausstattung stammt von Ernst Wanner und Fritz Nuß. Zwischen 1972 und 1974 wurde die Martinskirche im Osten Aalens als multifunktionales Gemeindezentrum durch Architekt Kurt Pläcking erbaut. Das Gebäude hat eine sechseckige Grundrissform. Schließlich wurde 1986 noch das ökumenische Gemeindezentrum Peter und Paul im Nordosten der Stadt erbaut. Dieser zusammen mit der römisch-katholischen Gemeinde genützte Gottesdienstraum wurde vom Architekturbüro Weber aus Heidenheim erbaut. Den Innenraum gestaltete Georg Sternbacher.
Waldhausen blieb nach der Reformation katholisch. Die überwiegend erst nach dem Zweiten Weltkrieg zugezogenen evangelischen Bewohner wurden zunächst der Kirchengemeinde Lauchheim zugeordnet. Infolge der politischen Zugehörigkeit zu Aalen wechselten die Evangelischen mit Wirkung vom 8. September 2000 in die Kirchengemeinde Aalen und wurden dem Bezirk der Martinskirche zugeordnet.
Heute ist die Kirchengemeinde Aalen in fünf Bezirke eingeteilt. Es handelt sich um die Bezirke Stadtkirche I und II, Markuskirche, Martinskirche und Peter-und-Paul-Kirche. Die Kirchengemeinde Aalen hat auch einen Kirchenchor und eine Jugendkantorei. Der Posaunenchor ist im Rahmen des CVJM organisiert. Die Kirchengemeinde ist auch Träger von fünf Kindergärten, und zwar dem Kinderhaus Lilliput in der Wilhelm-Merz-Straße, dem Kindergarten Purzelbaum in der Zebertstraße, Kindergarten Grauleshof in der Kantstraße, Kindergarten Sonnenhaus in der Erwin-Rommel-Straße und Kindergarten Peter und Paul, Auf der Heide.
Bis 1954 gehörten auch die evangelischen Bewohner von Unterkochen, das überwiegend katholisch ist, als Nebenort zur Kirchengemeinde Aalen. Durch Bekanntmachung des Oberkirchenrats vom 7. Oktober 1954 wurde in Unterkochen eine selbständige Kirchengemeinde gebildet, der 1955 auch Ebnat zugeordnet wurde. 2004 wurde diese in Kirchengemeinde Unterkochen-Ebnat umbenannt.
Unterrombach bildete seit 1947 eine Filialkirchengemeinde von Aalen, die durch Bekanntmachung des Oberkirchenrats vom 31. Mai 1951 zur selbständigen Kirchengemeinde erhoben und um die Gebiete Spagenfeld-Siedlung und Spagenweiler vergrößert wurde.

### Kirchengemeinde Abtsgmünd-Leinroden-Neubronn
Die Kirchengemeinde Abtsgmünd-Leinroden-Neubronn (ca. 1.300 Gemeindeglieder) umfasst den Hauptort sowie die Ortsteile Laubach (mit Leinroden) und Neubronn mit einigen zugehörigen Weilern sowie einige Weiler des Ortsteils Hohenstadt der Gemeinde Abtsgmünd und einige Weiler des Aalener Stadtteils Dewangen. Die übrigen Weiler des Ortsteils Hohenstadt gehören zur Kirchengemeinde Obergröningen (Kirchenbezirk Gaildorf). Der Ortsteil Untergröningen bildet eine eigene evangelische Kirchengemeinde ebenfalls im Kirchenbezirk Gaildorf. Der Ortsteil Pommertsweiler bildet eine eigene Kirchengemeinde, welcher durch Bekanntmachung vom 31. März 1936 auch der zu Abtsgmünd gehörige Weiler Wilflingen zugeordnet wurde. Bis dahin gehörte Wilflingen kirchlich zu Neubronn.
Der Hauptort Abtsgmünd blieb nach der Reformation katholisch. Die überwiegend erst nach dem Zweiten Weltkrieg zugezogenen evangelischen Bewohner wurden den Kirchengemeinden Pommertsweiler, Leinroden und Neubronn zugeordnet.
Laubach mit den zugehörigen Weilern, darunter Leinroden, waren kirchlich zunächst Filialen von Abtsgmünd. Die Herren von Wöllwarth führten 1597 die Reformation ein und erbauten 1604 in Leinroden eine Kirche für beide Orte. Die zunächst eigene Pfarrei Leinroden wurde 1626 Filiale von Fachsenfeld, 1629 zusammen mit Fachsenfeld Filialen von Neubronn. Ab 1665 existierten die getrennten Pfarreien Neubronn und Fachsenfeld-Leinroden. 1869 wurde Leinroden Neubronn zugeteilt. Doch bildeten Leinroden und Neubronn jeweils eigene Kirchengemeinden, die bis 2003 die Gesamtkirchengemeinde Neubronn-Leinroden bildeten. Die Kirche in Leinroden hat an der Westwand ein lebensgroßes Kruzifix aus Sandstein von 1604. Außerdem besitzt sie Grabmäler der Herren von Wöllwarth aus dem 17. Jahrhundert. Der Wohnplatz Neuschmiede gehörte bis 1962 zur Kirchengemeinde Fachsenfeld und wurde dann der Filialkirchengemeinde Leinroden zugeordnet. Der Wohnplatz Wöllstein war durch Bekanntmachung des Oberkirchenrats vom 22. August 1931 der Kirchengemeinde Neubronn zugeordnet worden.
Neubronn war kirchlich zunächst Filiale von Abtsgmünd. Die Familie Adelmann führte die Reformation ein und machten die Kapelle St. Patrizius (oder auch Bruccius oder Ambrosius) zur Pfarrkirche. 1629 wurde Leinroden zusammen mit Fachsenfeld Filialen von Neubronn. Ab 1665 existierten die getrennten Pfarreien Neubronn und Fachsenfeld-Leinroden. 1814 bis 1821 war Neubronn Filiale von Fachsenfeld. 1869 wurde Leinroden Neubronn zugeteilt. Bis 2003 bildete Neubronn und Leinroden die Gesamtkirchengemeinde Neubronn-Leinroden. Durch Bekanntmachung des Oberkirchenrats vom 6. April 1979 wurde der Sitz des Pfarramt Neubronn nach Abtsgmünd verlegt und dieses in Abtsgmünd-Neubronn umbenannt. Die Neubronner Kirche hat einen viereckigen Turm mit achteckigem Glockenhaus und einer frühbarocken welschen Haube. Sie besitzt Grabdenkmäler der Familie von Adelmann. Zuletzt 1958 wurde die Kirche renoviert. Der Wohnplatz Wöllstein war durch Bekanntmachung des Oberkirchenrats vom 22. August 1931 von der Kirchengemeinde Leinroden der Kirchengemeinde Neubronn zugeordnet worden.
Dewangen blieb nach der Reformation katholisch. Überwiegend erst nach dem Zweiten Weltkrieg zogen auch evangelische Bewohner zu. Sie wurden den Kirchengemeinden Fachsenfeld, Abtsgmünd-Leinroden, Unterrombach-Hofherrnweiler und Essingen zugeordnet. Der zu Dewangen gehörige Weiler Reichenbach wurde durch Bekanntmachung des Oberkirchenrats vom 22. November 1949 von der Kirchengemeinde Fachsenfeld in die damalige Kirchengemeinde Leinroden umgegliedert.
Mit Wirkung vom 1. Januar 2004 wurden die Kirchengemeinde Neubronn und die Gesamtkirchengemeinde Neubronn-Leinroden aufgelöst. Gleichzeitig wurde der Gemeindebezirk der Kirchengemeinde Neubronn der Kirchengemeinde Leinroden angegliedert, welche in Kirchengemeinde Abtsgmünd-Leinroden-Neubronn umbenannt wurde.
Bis 1973 gehörten auch die evangelischen Bewohner der Gemeinde Heuchlingen, die überwiegend erst nach dem Zweiten Weltkrieg zuzogen, zur Kirchengemeinde Leinroden. Mit Wirkung vom 1. April 1973 wurden diese in den Kirchenbezirk Schwäbisch Gmünd umgegliedert und der Kirchengemeinde Oberböbingen zugeordnet.

### Kirchengemeinde Adelmannsfelden

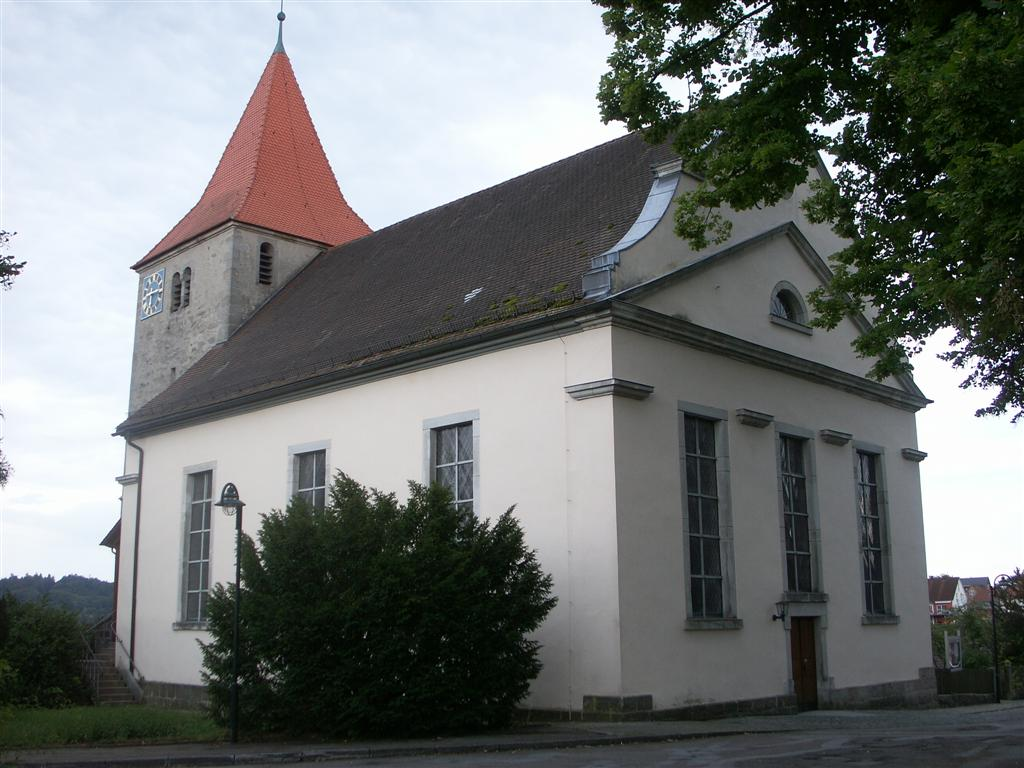
Evangelische Kirche Adelmannsfelden

Die Kirchengemeinde Adelmannsfelden (ca. 1.600 Gemeindeglieder) umfasst die Gemeinde Adelmannsfelden, einige Weiler der Gemeinde Neuler sowie einige Weiler der Gemeinde Rosenberg (der Hauptort sowie die anderen Weiler Rosenbergs gehören zur Kirchengemeinde Hummelsweiler, Kirchenbezirk Crailsheim). Der Ort war zunächst Filiale von Neuler. 1113 wurde eine Kapelle erwähnt (ab 1380 St. Nikolaus), die 1124 zur Pfarrkirche erhoben wurde. Die heutige Kirche wurde 1813 erbaut und 1955 renoviert. Der spätgotische Chorturm ist noch erhalten. Im Innern ist ein lebensgroßes Renaissancekruzifix zu sehen. Auf dem Friedhof gibt es eine Kapelle St. Leonhard aus dem Jahr 1473. Das Pfarramt Adelmannsfelden betreut auch die Kirchengemeinde Pommertsweiler. Beide Kirchengemeinden bildeten früher die Gesamtkirchengemeinde Adelmannsfelden.
Neuler und Rosenberg blieben nach der Reformation katholisch. Die wenigen evangelischen Bewohner wurden den Kirchengemeinden Ellwangen, Fachsenfeld und Adelmannsfelden zugeordnet. Neuler wurde durch Bekanntmachung des Oberkirchenrats vom 31. März 1936 der Kirchengemeinde Ellwangen zugeordnet. Die zu Neuler gehörigen Weiler Schlierhof, Schliermühle, Bronnen, Binderhof, Ebnat und Kohlwasen wurden aber durch Bekanntmachung des Oberkirchenrats vom 11. Dezember 1946 der Kirchengemeinde Fachsenfeld zugeordnet. Rosenberg und die meisten der zugehörigen Weiler gehören zur Kirchengemeinde Hummelsweiler (heute Ortsteil von Rosenberg), wobei der Ortsteil Hohenberg durch Bekanntmachung des Oberkirchenrats vom 4. März 1933 von der Kirchengemeinde Adelmannsfelden umgegliedert wurde. Hummelsweiler war infolge der Zugehörigkeit zur Freien Reichsstadt Schwäbisch Hall evangelisch geworden und ist somit der einzige überwiegend evangelische Ort der Gemeinde Rosenberg.

### Kirchengemeinde am Ries
Die Kirchengemeinden Benzenzimmern, Goldburghausen, Kirchheim, Pflaumloch und Trochtelfingen mit Utzmemmingen, die schon ab 2010 eine gemeinsame Gesamtkirchengemeinde bildeten, haben sich 2019 zur Kirchengemeinde am Ries zusammengeschlossen.
Die Kirchengemeinde Benzenzimmern umfasste den Ortsteil Benzenzimmern der Gemeinde Kirchheim am Ries. Eine Kapelle wurde bereits 1197 erwähnt. 1725 wurde sie St. Johannes Baptist genannt. Sie war Filiale von Munzingen (heute Bayern) und gehörte dem Kloster Frauenalb. Im 15. Jahrhundert wurde eine Frühmesspfründe und anschließend eine Kaplanei gegründet. 1481 kam der Kirchensatz an das Kloster Kirchheim. Öttingen führte 1552 die Reformation ein und richtete 1565 eine eigene Pfarrei ein. Die Kirche ist eine im Kern noch romanische Chorturmanlage. An der Ostwand wurden frühgotische Wandmalereien freigelegt.
Die Kirchengemeinde Goldburghausen (ca. 680 Gemeindeglieder) umfasste den Ortsteil Goldburghausen der Gemeinde Riesbürg. Eine Pfarrkirche bestand in Goldburghausen bereits um 1200. Die Reichsstadt Nördlingen führte 1543 die Reformation ein. Die Kirche hat einen gewölbten Chor und einen spätromanischen Turm. Seit 1711 wird sie St.-Michaels-Kirche genannt.

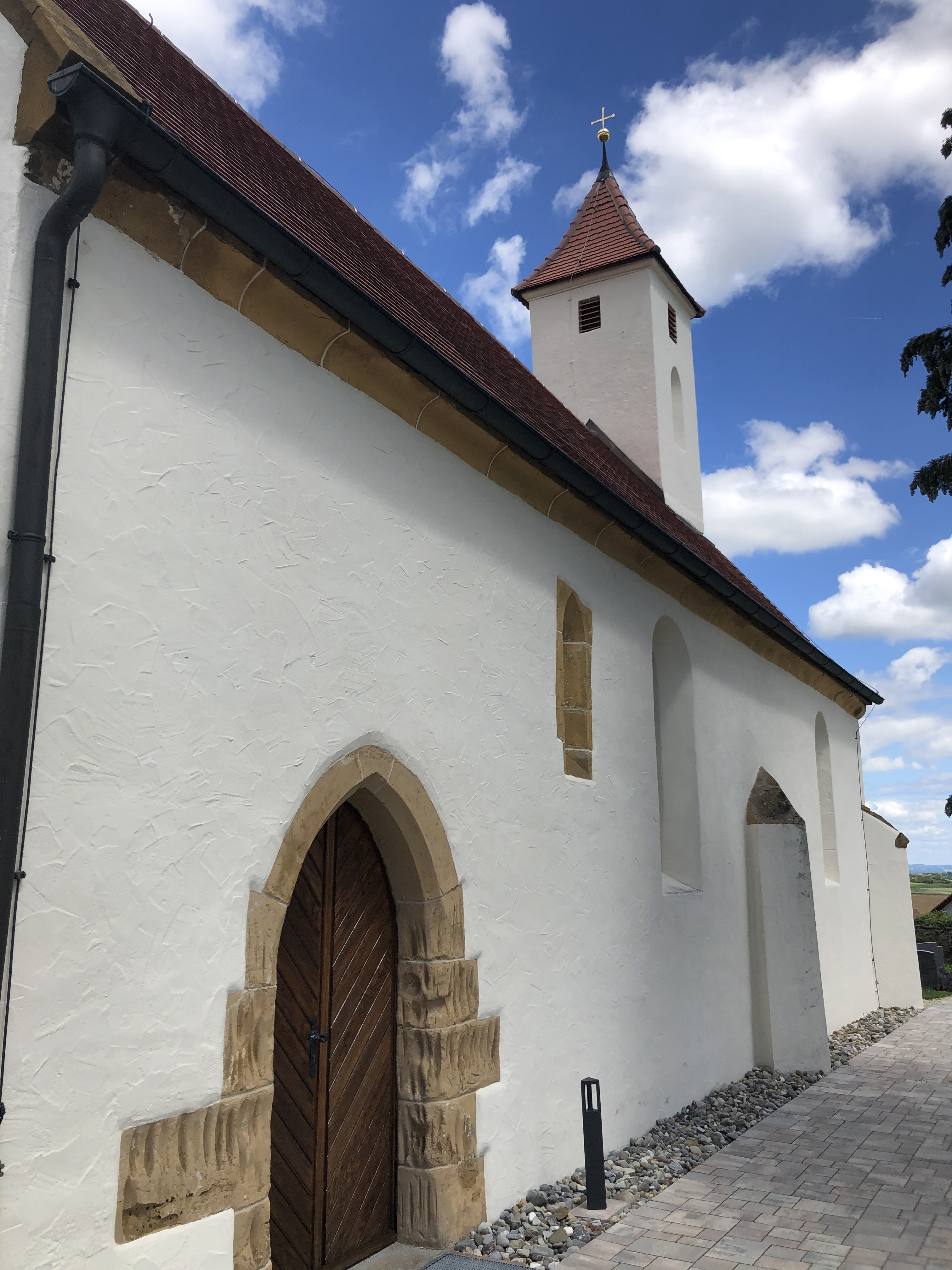
St. Martin in Kirchheim

Die Kirchengemeinde Kirchheim am Ries (ca. 750 Gemeindeglieder) umfasste den Hauptort und den Ortsteil Dirgenheim der Gemeinde Kirchheim am Ries. Das eigentliche kirchliche Leben begann in Kirchheim am Ries mit der Gründung des Zisterzienserinnenklosters Mariä Himmelfahrt durch Graf Ludwig VI. von Öttingen im Jahr 1267. Das exemte Kloster konnte einen erheblichen Besitz in Kirchheim am Ries, das damals noch aus zwei Dörfern Ober- und Unterkirchheim bestand, sowie dem gesamten Umland auf sich vereinen und bestand bis 1805 (im 19. Jahrhundert wurde es dann zum Teil abgebrochen). Graf Ludwig XV. wollte die Reformation einführen, was jedoch Kaiser Karl V. untersagte. So blieb das Kloster stets katholisch, der Ort selbst wurde aber evangelisch. Dies wurde im Passauer Vertrag von 1552 festgelegt. Der evangelischen Gemeinde diente fortan die ursprünglich romanische Kirche St. Joseph in Oberkirchheim, die 1497 spätgotisch umgebaut worden war. Diese Kirche wurde 1902 umgebaut. Eine weitere Pfarrkirche war die frühgotische Kirche St. Martin in Unterkirchheim. Diese Kirche dient heute als Friedhofskirche.
Dirgenheim sowie die heutigen Unterschneidheimer Ortsteile Geislingen, Unterwilflingen (mit Oberwilflingen) und Zipplingen (mit) blieben nach der Reformation katholisch. Die überwiegend erst nach dem Zweiten Weltkrieg zugezogenen evangelischen Bewohner wurden zunächst der Kirchengemeinde Kirchheim am Ries zugeordnet. Mit Verfügung vom 11. Mai 2001 wurden die Ortsteile Geislingen, Unterwilflingen (mit Oberwilflingen) und Zipplingen (mit Sechtenhausen, Wössingen) von der Kirchengemeinde Kirchheim am Ries gelöst und der Kirchengemeinde Walxheim angegliedert.

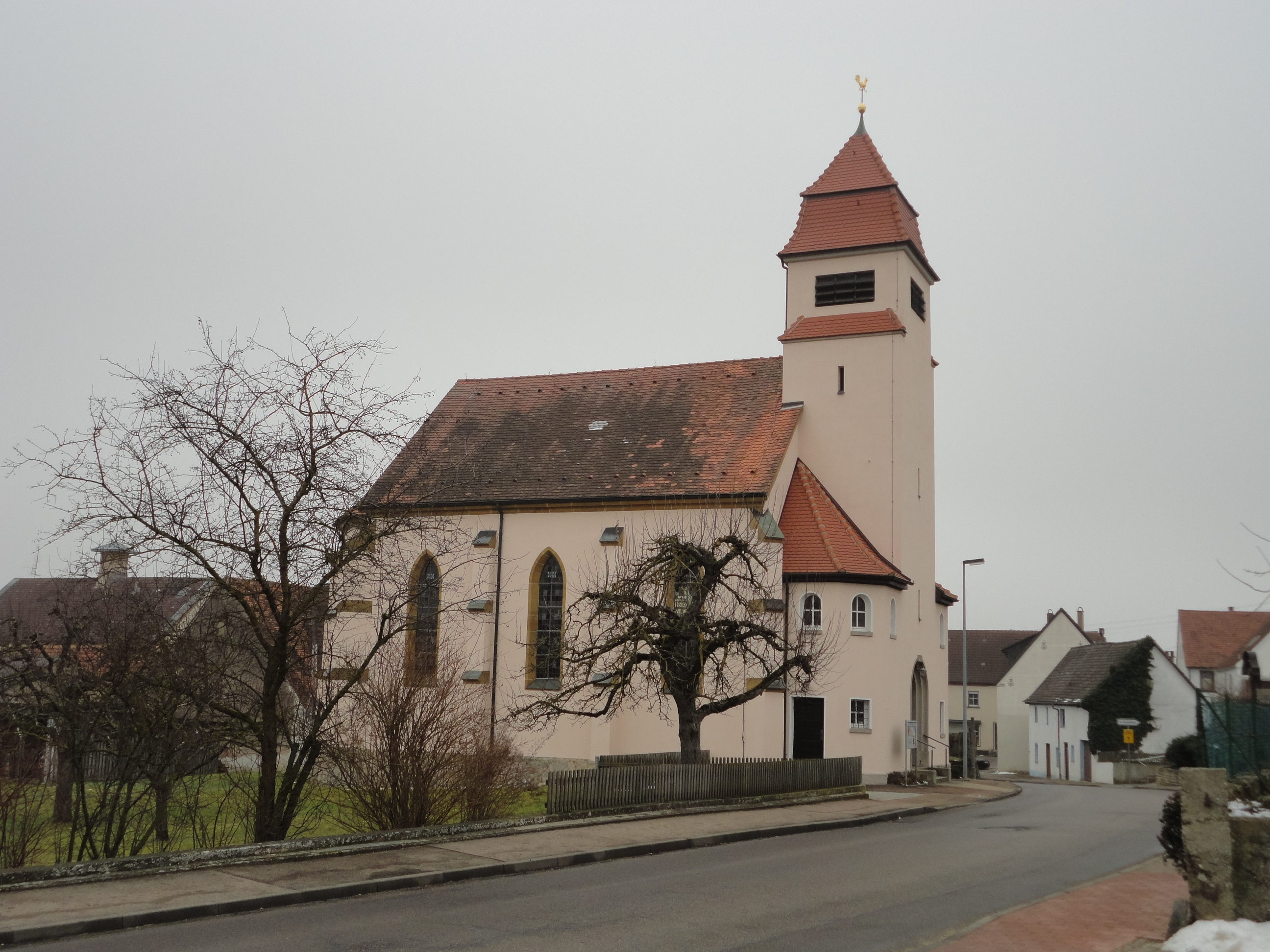
Evangelische Kirche Pflaumloch

Die Kirchengemeinde Pflaumloch umfasste den Ortsteil Pflaumloch der Gemeinde Riesbürg. Der Ort Pflaumloch blieb nach der Reformation überwiegend katholisch, obgleich die Reichsstadt Nördlingen die Reformation einführen wollte. Oettingen-Wallerstein verhinderte dies jedoch, so dass es zu gewaltmäßigen Streitigkeiten kam, die bis vor das Reichskammergericht getragen wurden. Die Kirche in Pflaumloch blieb jedoch stets katholisch; die evangelischen Bewohner gingen nach Goldburghausen zum Gottesdienst. Politisch gehörte Pflaumloch bis 1851 zur Gemeinde Goldburghausen und wurde dann erst selbständig. 1862 erbauten sich die Evangelischen aus Pflaumloch eine eigene Kirche auf dem Friedhof durch Architekt Leins. Es entstand auch eine eigene Kirchengemeinde, die vom Pfarramt Goldburghausen betreut wurde. Die Kirche in Pflaumloch wurde 1963 renoviert.
Die Kirchengemeinde Trochtelfingen (ca. 860 Gemeindeglieder) umfasste die Stadtteile Trochtelfingen und Unterriffingen (mit Oberriffingen) der Stadt Bopfingen sowie den Ortsteil Utzmemmingen der Gemeinde Riesbürg. In Trochtelfingen wurden bereits 1340 zwei Kirchen erwähnt. Eine Kirche im Ort selbst (ab 1468 mit St. Andreas bezeichnet) und eine Kirche auf dem Friedhof (ab 1430 mit St. Margareta bezeichnet). Ferner gab es eine Kapelle St. Bartholomäus. Die Kirchensätze beider Kirchen, die evtl. beide Pfarrrechte hatten, gehörten den Herren von Emershofen, die sie an das Kloster Kirchheim verkauften. 1541 wurde die Reformation eingeführt, jedoch erst 1563 vollständig durchgeführt. Da der Ort politisch zu verschiedenen kleineren Herrschaften gehörte, änderte sich auch die kirchliche Zugehörigkeit. So führten die Herren von Öttingen für ihre Untertanen wieder den katholischen Glauben ein und wiesen die Bewohner der Pfarrgemeinde Utzmemmingen zu. Die St.-Andreas-Kirche wurde die evangelische Hauptkirche der Gemeinde. Sie hat einen hochbarocken Turm von 1690, das Schiff ist spätbarock aus dem Jahr 1732. Die Friedhofskirche ist eine ursprünglich gotische Chorturmanlage, die mehrfach verändert wurde. Zuletzt wurde sie 1961 renoviert. Sie besitzt Wandmalereien aus der Zeit um 1350 bzw. 1300.
Unterriffingen (mit Oberriffingen) sowie Utzmemmingen blieben nach der Reformation katholisch. Die überwiegend erst nach dem Zweiten Weltkrieg zugezogenen evangelischen Bewohner dieser Orte wurden der Kirchengemeinde Trochtelfingen zugeordnet.

### Kirchengemeinde Bopfingen

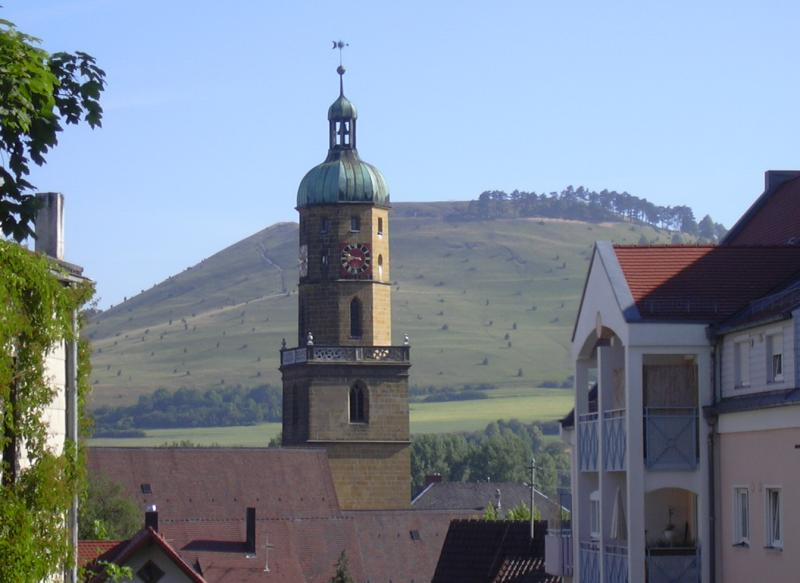
Stadtkirche Bopfingen mit Blick zum Ipf

Die Kirchengemeinde Bopfingen (ca. 2.200 Gemeindeglieder) umfasst die Kernstadt und die Stadtteile Aufhausen, Flochberg (ohne Härtsfeldhausen) und Schloßberg der Stadt Bopfingen. Schon vor 1266 wurde in Bopfingen ein Frauenkloster St. Agnes gegründet, das 1283 mit dem Kloster Kirchheim vereinigt wurde. 1298 wurde ein Dekan in Bopfingen, eine Pfarrkirche St. Blasius 1299 erwähnt. Das Patronat hatten die Grafen von Öttingen, die es 1358 dem Kloster Kirchheim überließen. 1525/46 führte der Rat der Freien Reichsstadt Bopfingen die Reformation ein. Danach gab es Streitigkeiten über das Patronatsrecht, welche erst 1774 beendet werden konnten, indem die Stadt das Recht eintauschte. Die Kirche hat noch romanische Elemente im Schiff, der Chor hat hochgotische Formen. Der Turm früh- und oben spätgotisch. Das Kuppeldach hat Renaissanceformen. Im Innern gibt es einen Flügelaltar von Friedrich Herlein aus Nördlingen aus dem Jahr 1472 und einen spätgotischen Taufstein sowie ein Grabmal aus dem 13. Jahrhundert. Im Chor wurden um 1400 entstandene Wandmalereien aufgedeckt. Außer der Pfarrkirche gibt es noch eine Friedhofskirche, die 1617/19 erbaut wurde. Sie hat einen Dachreiter. 1893 wurde sie renoviert. Das Spital mit Kirche zum Hl. Geist wurde 1600 erbaut.
Mit Wirkung vom 28. Januar 1998 wurde der Gemeindebezirk Wöhrwiesen von der Kirchengemeinde Bopfingen abgetrennt und der Kirchengemeinde Oberdorf am Ipf angegliedert.
Aufhausen und Flochberg sowie das stets zu Flochberg gehörige Schloßberg blieben nach der Reformation katholisch. Die überwiegend erst nach dem Zweiten Weltkrieg zugezogenen evangelischen Bewohner wurden der Kirchengemeinde Bopfingen zugeordnet.
Seit dem 19. Jahrhundert gehörten auch die evangelischen Bewohner der benachbarten überwiegen katholischen Stadt Lauchheim zur Kirchengemeinde Bopfingen. Zuletzt gab es dort die Filialkirchengemeinde Kapfenburg (ab 1952 Filialkirchengemeinde Lauchheim), die mit der Kirchengemeinde Bopfingen die Gesamtkirchengemeinde Bopfingen bildete. Durch Bekanntmachung des Oberkirchenrats vom 21. Juli 1952 wurde die Filialkirchengemeinde Lauchheim von der Gesamtkirchengemeinde Bopfingen gelöst und zur selbständigen Kirchengemeinde erhoben.

### Kirchengemeinde Ellwangen

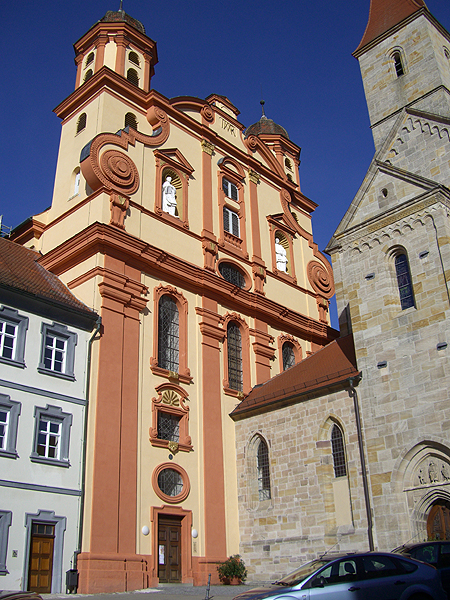
Evangelische Stadtkirche Ellwangen/Jagst

Die Kirchengemeinde Ellwangen (ca. 5.300 Gemeindeglieder) umfasst die Stadt Ellwangen (Jagst) mit Ausnahme von Teilen der Stadtteile Pfahlheim und Röhlingen, die zur Kirchengemeinde Walxheim gehören, ferner die Gemeinde Rainau, einige Weiler der Gemeinde Ellenberg sowie den Hauptort und einige Weiler der Gemeinde Neuler. Ellwangen blieb nach der Reformation katholisch, wenngleich ab 1524 die Reformation eingeführt werden sollte. Dies scheiterte jedoch am Widerstand des Fürstpropstes Heinrich von der Pfalz und dessen Nachfolger. Protestanten kamen somit erst nach dem Übergang an Württemberg 1802 wieder nach Ellwangen. Bereits 1802 wurde die mit der katholischen Stiftskirche verbundene ehemalige Jesuitenkirche evangelische Garnisonskirche. 1817 wurde sie die erste protestantische Pfarrkirche der Stadt. Die Kirchengemeinde Ellwangen betreut auch alle Protestanten in den Stadtteilen Rindelbach und Schrezheim sowie den zugehörigen Weilern. Heute gibt es innerhalb der Kirchengemeinde Ellwangen die drei Pfarrämter I, II und III.
Ellenberg und Neuler sowie die beiden Ortsteile Dalkingen und Schwabsberg der Gemeinde Rainau blieben nach der Reformation ebenfalls katholisch. Die wenigen evangelischen Bewohner wurden im Falle Ellenbergs den Kirchengemeinden Wört, Ellwangen und Unterdeufstetten (Kirchenbezirk Crailsheim) im Falle Neulers zunächst der Kirchengemeinde Adelmannsfelden, schließlich 1936 der Kirchengemeinde Ellwangen und im Falle Dalkingens und Schwabsbergs der Kirchengemeinde Ellwangen zugeordnet. Einige Weiler von Neuler gehören jedoch weiterhin zur Kirchengemeinde Adelmannsfelden bzw. zu Fachsenfeld.

### Kirchengemeinde Essingen-Lauterburg
Die Kirchengemeinde Essingen-Lauterburg ist zum 1. Januar 2024 durch Vereinigung der beiden Kirchengemeinden Essingen und Lauerburg entstanden.
Die Kirchengemeinde Essingen (ca. 2.100 Gemeindeglieder) umfasste den Hauptort und einige zugehörigen Weiler (darunter Dauerwang, Forst und Hermannsfeld) der Gemeinde Essingen sowie die Höfe Großdölzerhof, Kleindölzerhof, Steithöfle, Aushof, Rauburr und Freudenhöfle des Aalener Stadtteils Dewangen. Der Essinger Ortsteil Lauterburg bildete eine eigene Kirchengemeinde. In Essingen bestand neben der Pfarrkirche, St. Quirinus noch eine Kaplanei „Unser lieben Frauen“ (heute auf dem Friedhof). Sie gehörten dem Kloster Hirsau bzw. dem Kloster Neresheim, das seine Kirche 1313 dem Kloster Ellwangen übertrug. 1361 wurden Kirche und Kapelle von Kaiser Karl IV. dem Kloster Kirchheim am Ries geschenkt, das sie 1538 an die Ortsherrschaft verkaufte. 1425 wird als erster Pfarrer von Essingen der Name Friedrich Reicher genannt. Die Freiherren von Woellwarth führten nach dem Augsburger Religionsfrieden von 1555 die Reformation ein. Danach wurde nur die Kirche St. Quirinus als Pfarrkirche weitergeführt. Als erster evangelischer Pfarrer ist ab 1573 der Name Michael Bosch überliefert.

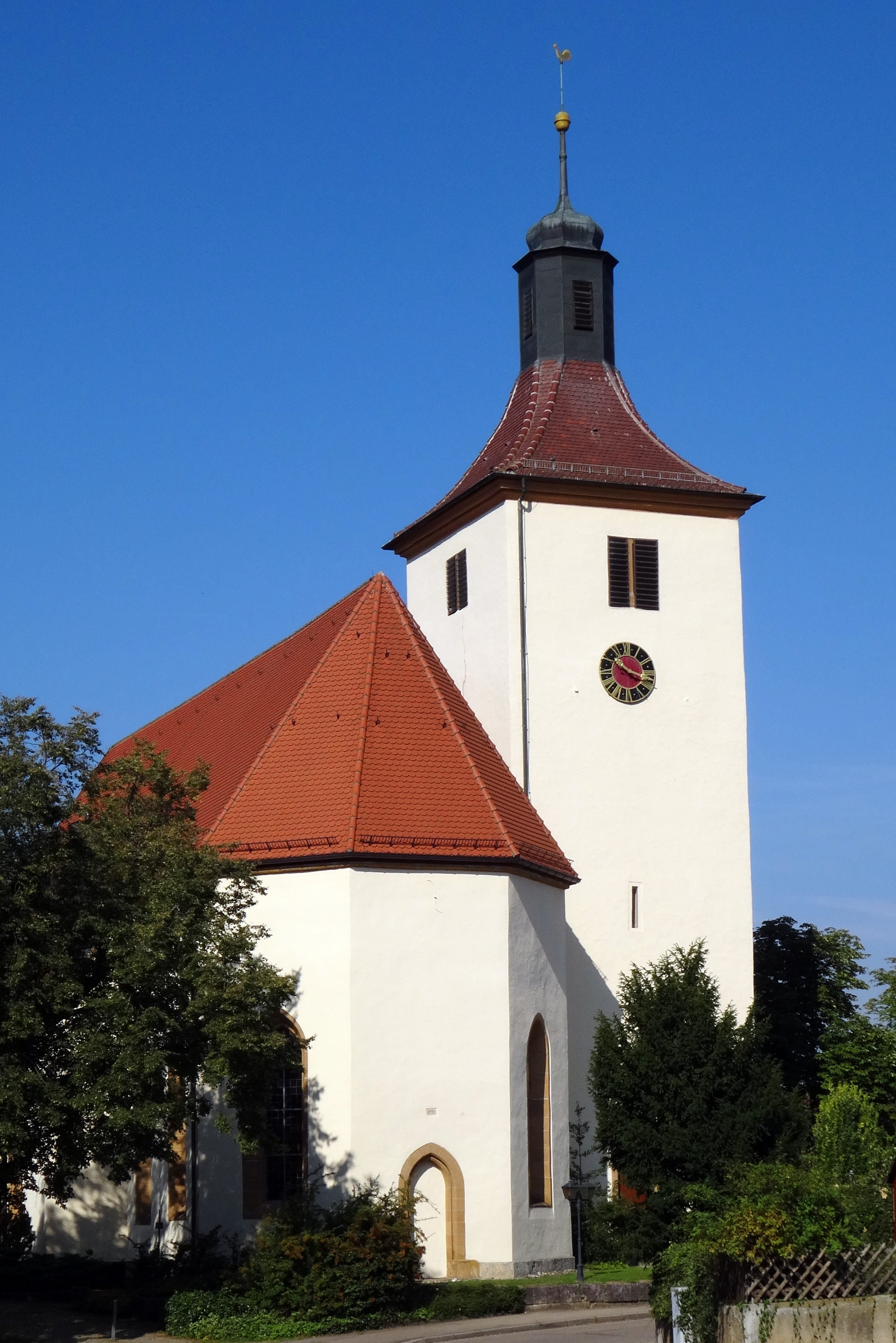
Quirinuskirche Essingen

Die heutige Quirinuskirche ist eine spätgotische Kirche aus dem Anfang des 16. Jahrhunderts, die in ihrer äußeren Gestalt seit dieser Zeit weitgehend erhalten blieb. Lediglich die ursprüngliche Turmhaube wurde im 18. Jahrhundert nach einem Blitzschlag geändert. Der Turm stammt wohl aus dem 13. Jahrhundert. Als Besonderheit hat die Kirche ein gotisches Echthaarkruzifix. Eine Filialkirche, die Kapelle „Zur lieben Frau“ (heute zumeist als Marienkirche benannt), liegt oberhalb der Rems. Von ihr, erbaut um 1400, ist nur der kreuzgewölbte platt geschlossene Chor erhalten. Bereits seit 1928 gibt es in Essingen eine evangelische Kindergartenarbeit. Heute unterhält die Kirchengemeinde Essingen einen Kindergarten „Am Schlosspark“ (gegründet 1995). Die Kirchengemeinde hat auch einen Posaunenchor (gegründet 1965) mit etwa 60 Mitgliedern und einen Kirchenchor (gegründet 1896) mit etwa 30 Mitgliedern.
Dewangen und dessen zugehörige Siedlungen blieben nach der Reformation katholisch. Überwiegend erst nach dem Zweiten Weltkrieg zogen auch evangelische Bewohner zu. Sie wurden den Kirchengemeinden Fachsenfeld, Abtsgmünd-Leinroden, Unterrombach-Hofherrnweiler und Essingen zugeordnet.
Bis 1983 gehörte auch der Wohnplatz Sandberg der Stadt Aalen zur Kirchengemeinde Essingen. Mit Wirkung vom 4. Dezember 1983 wurde dieser Wohnplatz jedoch der Kirchengemeinde Unterrombach (heute Unterrombach-Hofherrnweiler) zugeordnet.

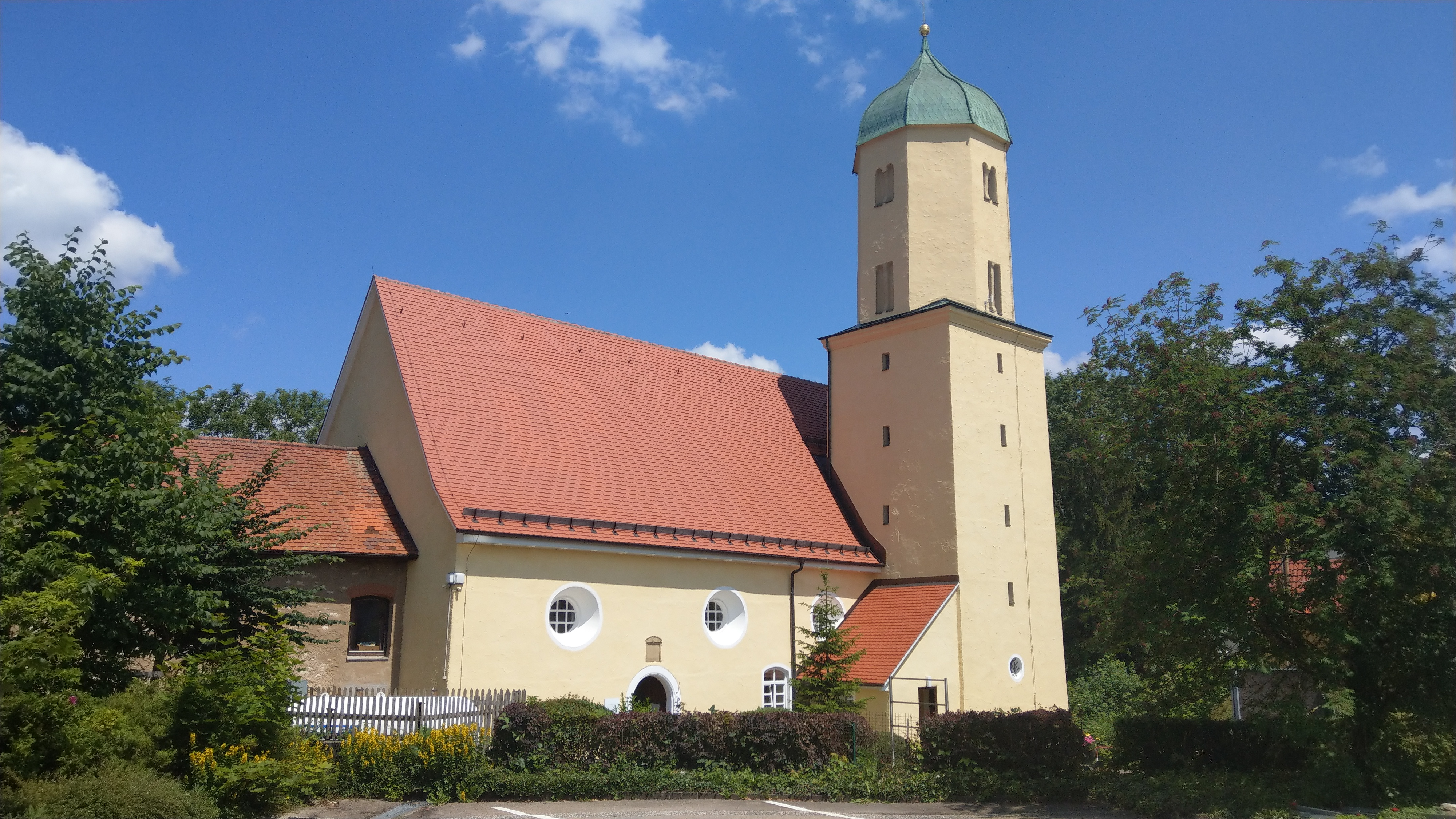
Ev. Dorfkirche Lauterburg

Die Kirchengemeinde Lauterburg (ca. 450 Gemeindeglieder) umfasste den Ortsteil Lauterburg der Gemeinde Essingen, der bereits bis 1820 zur Gemeinde Essingen gehörte. Kirchlich gehörte Lauterburg zunächst zum benachbarten Lautern, das bis 1979 zur Kirchengemeinde Lauterburg gehörte, dann aber mit Wirkung vom 1. Januar 1980 in den Kirchenbezirk Schwäbisch Gmünd umgegliedert und der Kirchengemeinde Heubach zugeordnet wurde.
Die Herrn von Wöllwarth führten in Lauterburg die Reformation ein. Danach gehörte der Ort zur Pfarrei Bartholomä, seit 1638 zu Essingen. 1721/22 errichteten die von Wöllwarth, die in Lauterburg ihren Stammsitz hatten, eine eigene Pfarrei. Als Pfarrkirche diente ihre Schlosskapelle. Diese wurde von Georg Wolf von Wöllwarth im spätmanieristischen Stil erbaut. Der Altarraum ist kreuzgewölbt. Der Turm hat ein Oktogon.

### Kirchengemeinde Fachsenfeld

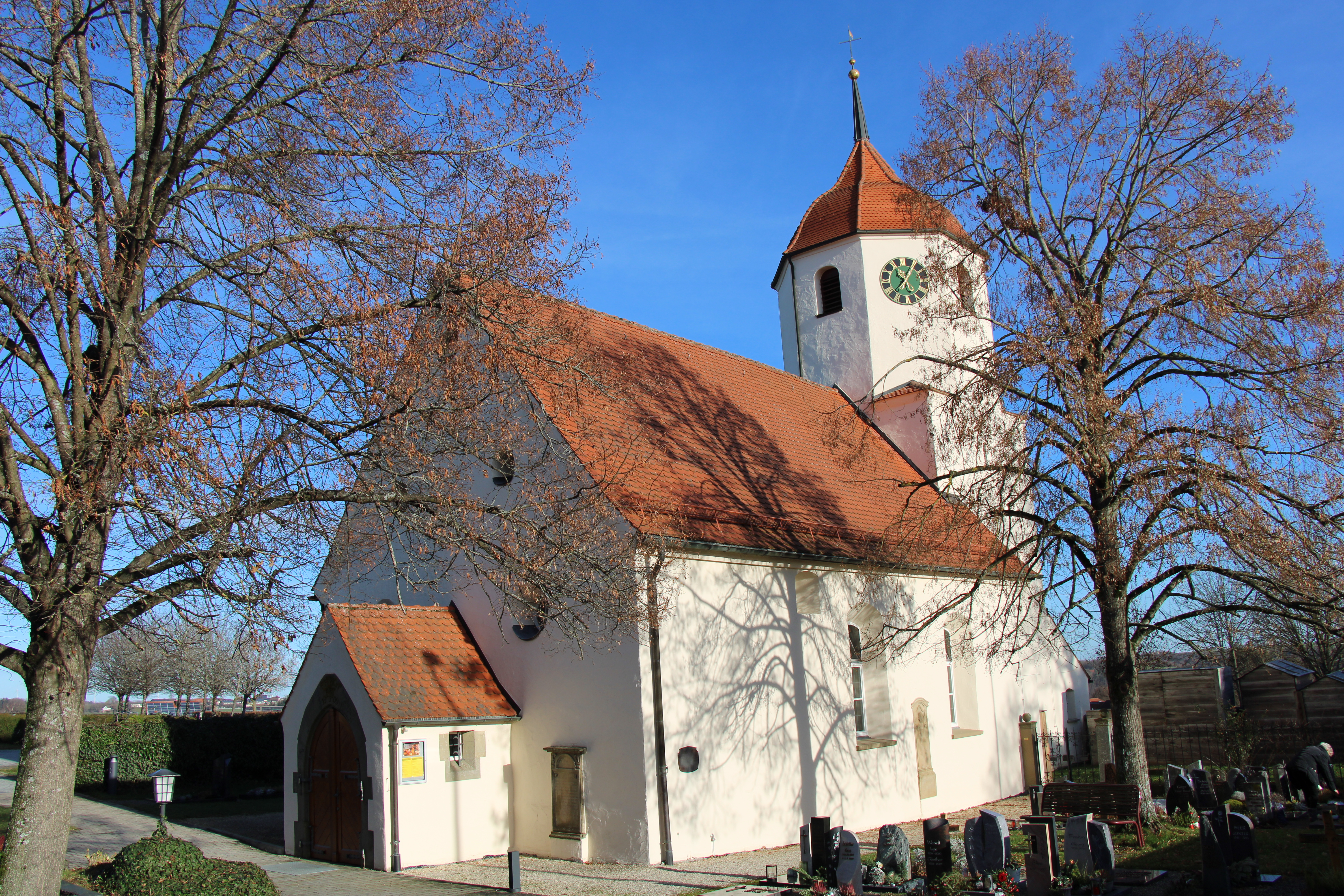
Evangelische Kirche Fachsenfeld

Die Kirchengemeinde Fachsenfeld (ca. 1.550 Gemeindeglieder) umfasst den Stadtteil Fachsenfeld sowie den Hauptort des Stadtteils Dewangen und einige zugehörige Weiler der Stadt Aalen (z. B. Treppach, das 1938 von der Kirchengemeinde Wasseralfingen im Austausch für Affalterried zur Kirchengemeinde Fachsenfeld kam), ferner zwei Weiler der Gemeinde Abtsgmünd und einige Weiler der Gemeinde Neuler. Kirchlich gehörte Fachsenfeld zunächst zu den Nachbarpfarreien Hüttlingen, Dewangen und Neuler. Die Ortsherrschaft der Herren von Wöllwarth bzw. Leinroden führten die Reformation ein und errichteten eine eigene Pfarrei. Die Pfarrkirche wurde 1591 erbaut. Im 16. Jahrhundert zogen jedoch vermehrt Katholiken zu, so dass der Ort danach mehrheitlich katholisch war. Die Kirche blieb aber evangelisch, die Katholiken erbauten sich erst 1895 eine eigene Kirche.
Leinroden wurde 1626 Filiale von Fachsenfeld, 1629 zusammen mit Fachsenfeld Filialen von Neubronn. Ab 1665 existierten die getrennten Pfarreien Neubronn und Fachsenfeld-Leinroden. 1814 bis 1821 war Neubronn Filiale von Fachsenfeld. 1869 wurde Leinroden Neubronn zugeteilt.
Dewangen, Abtsgmünd und Neuler blieben nach der Reformation katholisch. Überwiegend erst nach dem Zweiten Weltkrieg zogen auch evangelische Bewohner zu. Sie wurden im Falle Dewangens und Abtsgmünds den Kirchengemeinden Fachsenfeld, Abtsgmünd-Leinroden, Unterrombach-Hofherrnweiler und Essingen, im Falle Neulers den Kirchengemeinden Ellwangen, Fachsenfeld und Adelmannsfelden zugeordnet. Dabei wurde der zu Dewangen gehörige Weiler Reichenbach durch Bekanntmachung des Oberkirchenrats vom 22. November 1949 von der Kirchengemeinde Fachsenfeld in die damalige Kirchengemeinde Leinroden umgegliedert. Die zu Neuler gehörigen Weiler Schlierhof, Schliermühle, Bronnen, Binderhof, Ebnat und Kohlwasen waren durch Bekanntmachung des Oberkirchenrats vom 11. Dezember 1946 von der Kirchengemeinde Adelmannsfelden der Kirchengemeinde Fachsenfeld zugeordnet worden.
Bis 1967 gehörte auch Onatsfeld zur Kirchengemeinde Fachsenfeld. Durch Bekanntmachung des Oberkirchenrats vom 21. April 1967 wurde dieser Ort der Kirchengemeinde Wasseralfingen (heute Wasseralfingen-Hüttlingen) zugeordnet.
Früher gehörten auch die evangelischen Bewohner der überwiegen katholischen Gemeinde Hüttlingen zur Kirchengemeinde Fachsenfeld. 1967 wurde in Hüttlingen eine eigene evangelische Kirche, die Versöhnungskirche, erbaut. Mit Wirkung vom 1. Januar 2003 wurde der Gemeindebezirk Hüttlingen von der Kirchengemeinde Fachsenfeld gelöst und der Kirchengemeinde Wasseralfingen zugeordnet, die gleichzeitig in Kirchengemeinde Wasseralfingen-Hüttlingen umbenannt wurde.

### Kirchengemeinde Lauchheim-Westhausen

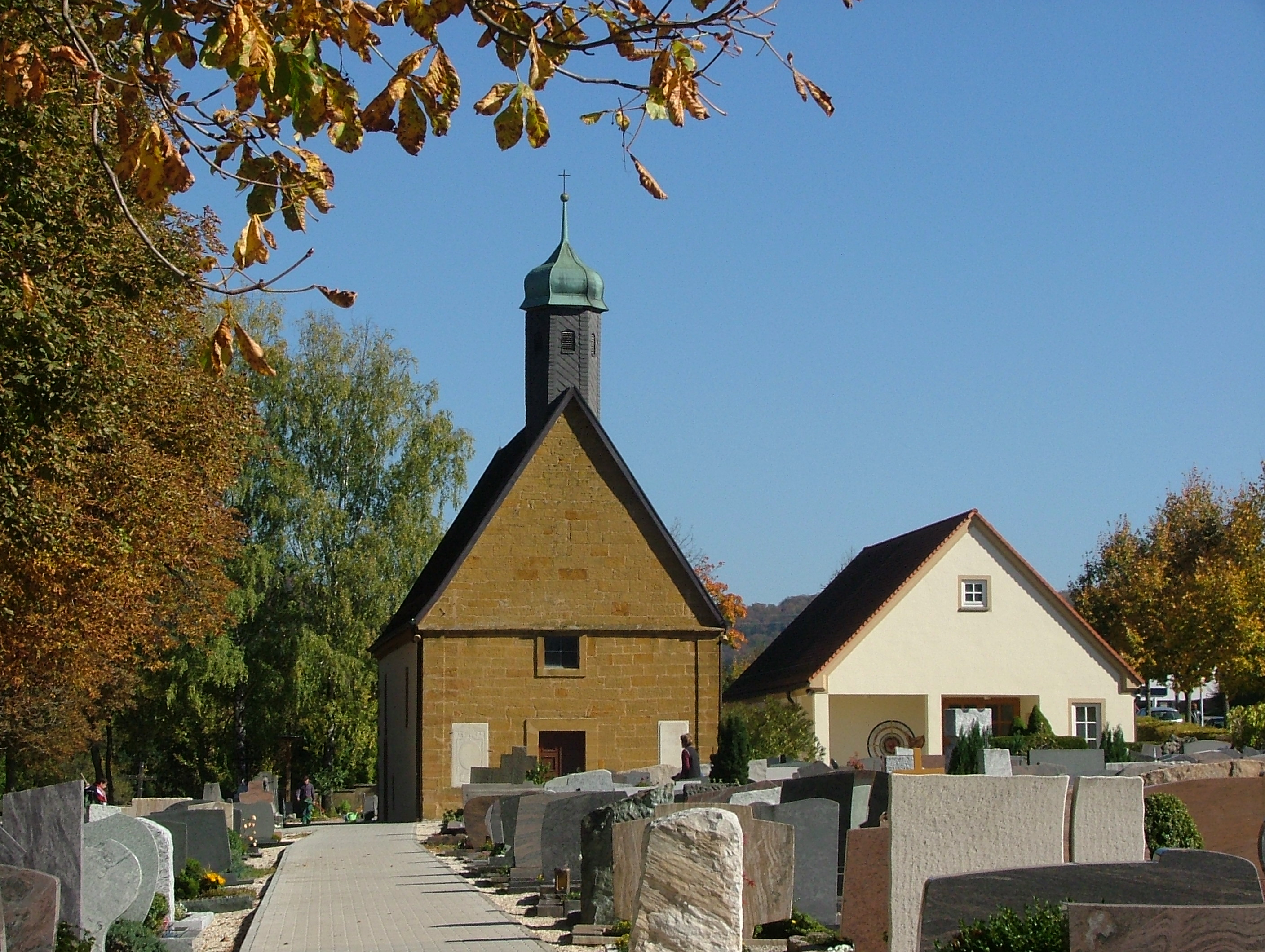
Evangelische Kirche Lauchheim

Die Kirchengemeinde Lauchheim-Westhausen (ca. 1.900 Gemeindeglieder, bis 2008 nur Lauchheim) umfasst die Stadt Lauchheim und die Gemeinde Westhausen. Lauchheim sowie dessen Stadtteile Hülen und Röttingen blieben nach der Reformation katholisch. Seit dem 19. Jahrhundert zogen jedoch auch evangelische Bewohner in den Raum Lauchheim, die zunächst zur Kirchengemeinde Bopfingen gehörten. Für die Lauchheimer Evangelischen wurde 1892 die Pfarrverweserei Kapfenburg errichtet und später auch die Filialkirchengemeinde Kapfenburg innerhalb der Gesamtkirchengemeinde Bopfingen gebildet. Die evangelischen Gottesdienste werden seither in der gotischen Barbarakapelle in Lauchheim gefeiert. Zu diesem Zweck wurde die Kapelle entsprechend umgebaut. Durch Bekanntmachung des Oberkirchenrats vom 21. Juli 1952 wurde die Filialkirchengemeinde Kapfenburg in Filialkirchengemeinde Lauchheim umbenannt, diese aus dem Verband der Gesamtkirchengemeinde Bopfingen gelöst und zu selbständige Kirchengemeinde erhoben. Gleichzeitig wurde aus der Pfarrverweserei Kapfenburg die Pfarrverweserei Lauchheim gebildet, welche 1955 zur Pfarrei Lauchheim erhoben wurde.

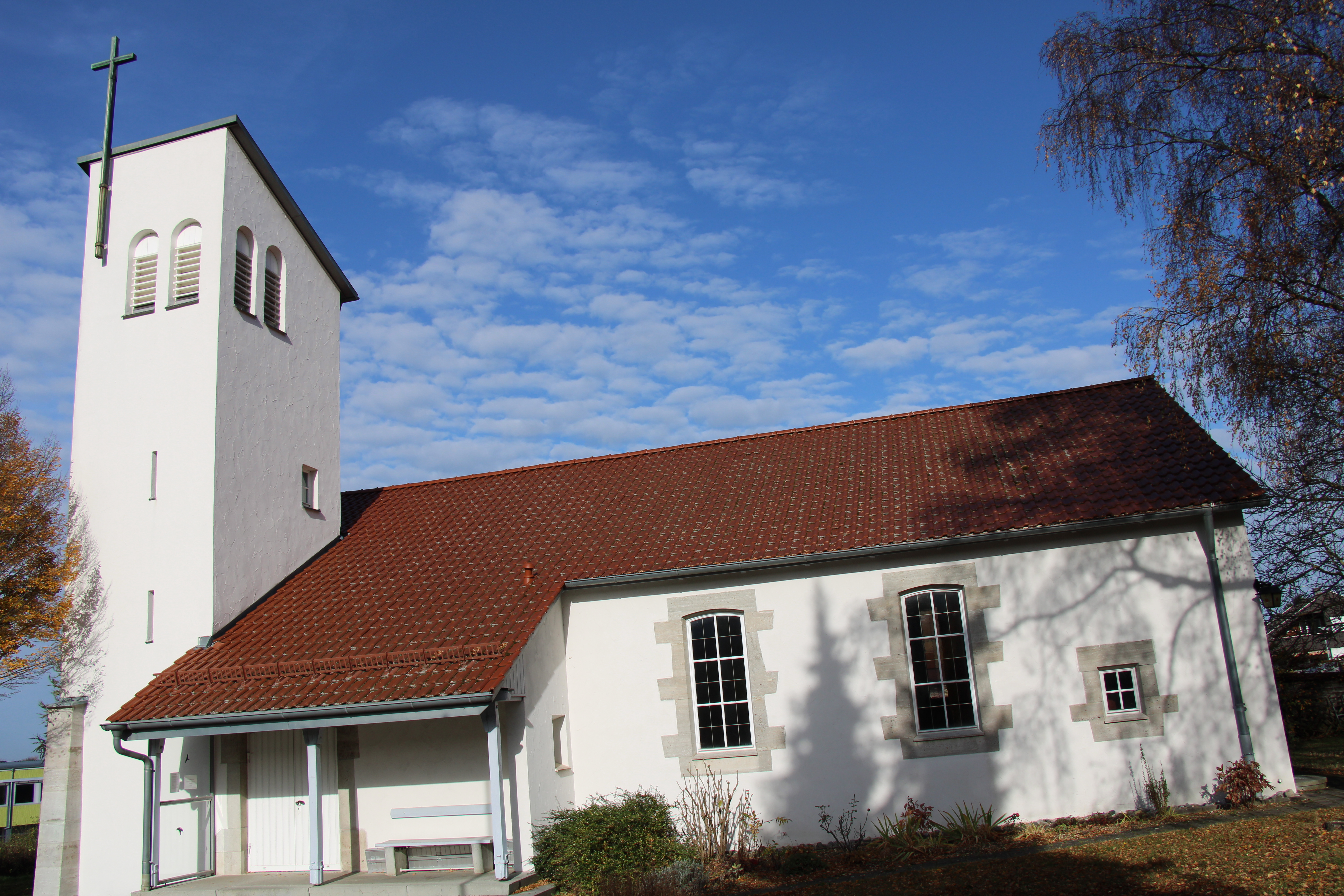
Kreuzkirche in Westhausen

Westhausen und dessen Ortsteil Lippach blieben nach der Reformation ebenfalls katholisch. Die wenigen evangelischen Bewohner wurden der Kirchengemeinde Kapfenburg zugeordnet, während die zu Lippach gehörigen Weiler Lindorf und Stockmühle durch Bekanntmachung des Oberkirchenrats vom 21. April 1938 zunächst der Kirchengemeinde Walxheim, dann aber durch neue Bekanntmachung vom 18. Oktober 1952 wieder der Kirchengemeinde Kapfenburg/Lauchheim zugeordnet wurden. 1965 wurde in Westhausen eine eigene Kirche, die Kreuzkirche, erbaut.
Mit Wirkung vom 8. Januar 2008 wurde die Kirchengemeinde Lauchheim in Kirchengemeinde Lauchheim-Westhausen umbenannt.
Zur Kirchengemeinde Lauchheim gehörten von 1952 bis 2000 auch die evangelischen Bewohner des überwiegend katholischen Aalener Stadtteils Waldhausen, bevor diese mit Wirkung vom 8. September 2000 der Kirchengemeinde Aalen zugeordnet und dem Bezirk der Martinskirche zugeteilt wurden. Vor 1952 gehörten diese zur Kirchengemeinde Oberkochen, von der sie durch Bekanntmachung des Oberkirchenrats vom 18. Oktober 1952 nach Lauchheim umgegliedert wurden. Ebenfalls zu Oberkochen gehörte bis 1952 der zu Ebnat gehörige Weiler Affalterwang, bevor dieser der Kirchengemeinde Lauchheim zugeordnet wurde. Durch Verfügung des Oberkirchenrats vom 27. Februar 1979 wurden noch die evangelischen Bewohner des Weilers Hohenlohe der Gemeinde Neresheim von der Kirchengemeinde Lauchheim in die Kirchengemeinde Neresheim umgegliedert.

### Kirchengemeinde Neresheim-Schweindorf
Die Kirchengemeinde Neresheim (ca. 1.750 Gemeindeglieder) umfasste die Stadt Neresheim mit Ausnahme des Stadtteile Kösingen und Schweindorf, die zur Kirchengemeinde Schweindorf gehören. Der Weiler Hohenlohe kam erst durch Verfügung des Oberkirchenrats vom 27. Februar 1979 von der Kirchengemeinde Lauchheim zur Kirchengemeinde Neresheim. Neresheim und dessen Umland blieben nach der Reformation katholisch. Die wenigen evangelischen Einwohner gehörten zunächst zur Kirchengemeinde Schweindorf. 1949 wurde in Neresheim ein Pfarrvikariat eingerichtet, das 1953 zur Pfarrei erhoben wurde. Bereits 1952 wurde eine eigene evangelische Kirche in Neresheim erbaut. Vor 1951 war für Neresheim bereits eine Filialkirchengemeinde von Schweindorf errichtet worden. Durch Bekanntmachung des Oberkirchenrats vom 31. Mai 1951 wurden ihr die Orte Ballmertshofen, Dischingen und Trugenhofen mit Taxis zugeordnet, die bis dahin zur Kirchengemeinde Fleinheim gehörten. Durch Bekanntmachung des Oberkirchenrats vom 14. April 1953 wurde die Filialkirchengemeinde Neresheim dann von der Muttergemeinde Schweindorf gelöst und zur selbständigen Kirchengemeinde erhoben. Ihr wurden gleichzeitig die evangelischen Bewohner von Demmingen, Dorfmerkingen, Dunstelkingen, Duttenstein, Eglingen, Elchingen, Frickingen und Ohmenheim mit allen zugehörigen Weilern zugeordnet, die heute mit Ballmertshofen und Trugenhofen die Gemeinde Dischingen bilden. Die Gemeinde Dischingen wurde jedoch mit Wirkung vom 1. Januar 2007 von der Kirchengemeinde Neresheim gelöst und (wieder) der Kirchengemeinde Fleinheim (Kirchenbezirk Heidenheim) zugeordnet.

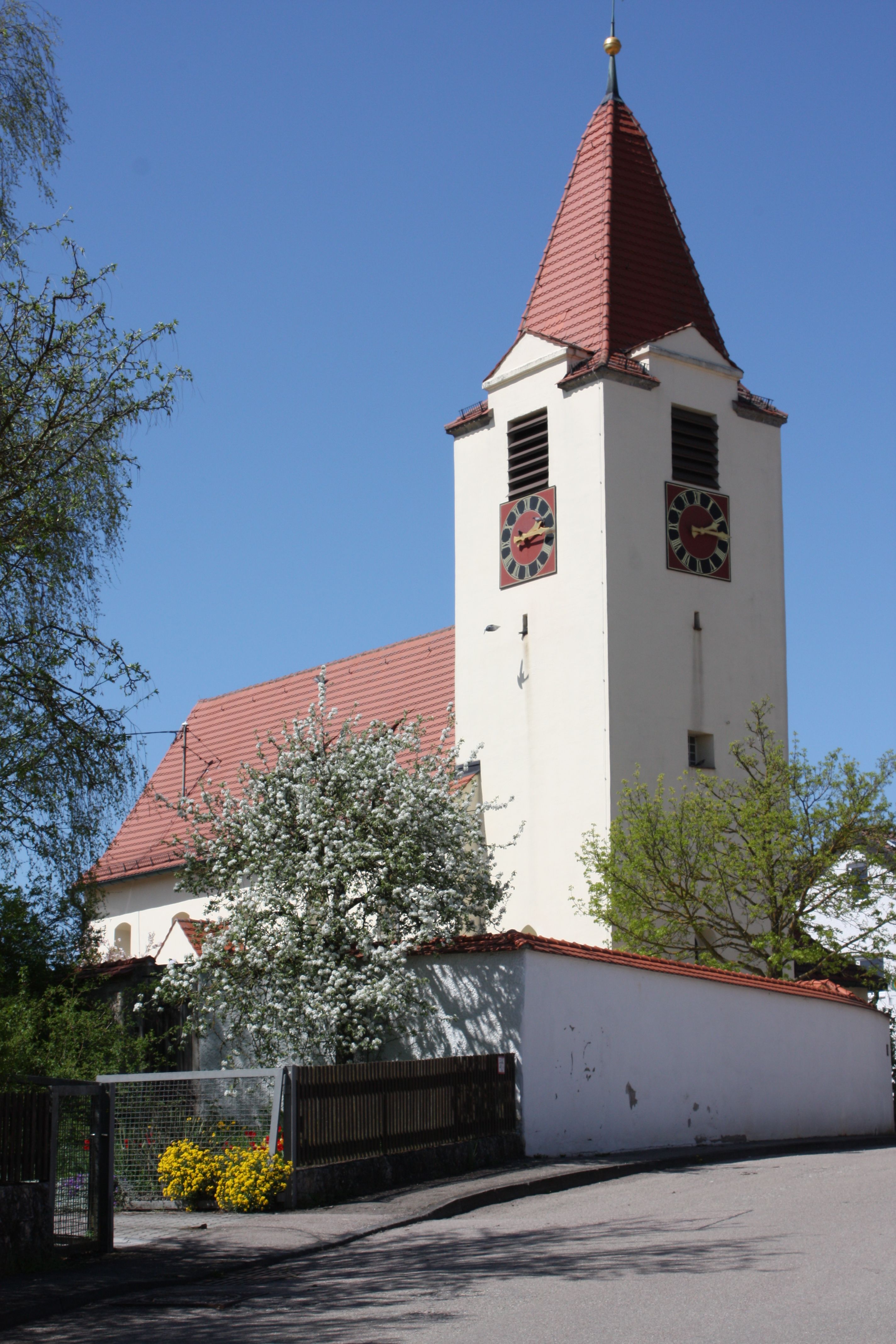
Evangelische Kirche Schweindorf

Die Kirchengemeinde Schweindorf (ca. 300 Gemeindeglieder) umfasste die Stadtteile Kösingen und Schweindorf mit den zugehörigen Weilern Märtingen, Hohenstein und Fluertshäuserhof der Stadt Neresheim. Eine Pfarrkirche in Schweindorf, wohl dem Hl. Stephan geweiht, wurde 1380 erstmals erwähnt. Über die Herren von Katzenstein gelangte sie 1507 an das Spital Nördlingen. Die Reichsstadt Nördlingen führte die Reformation ein. Die Kirche ist im Kern noch romanisch. Sie hat einen eingewölbten Chorturm mit Rippenkreuzgewölbe. Der Taufstein sowie eine Kreuzigungsgruppe und eine Figur des Hl. Nikolaus sind spätgotisch. 1954 wurde die Kirche renoviert.
Kösingen blieb nach der Reformation katholisch. Die überwiegend erst nach dem Zweiten Weltkrieg zugezogenen evangelischen Bewohner wurden der Kirchengemeinde Schweindorf zugeordnet.
Bis 1953 gehörten auch die evangelischen Bewohner im Raum Neresheim, zuletzt als eigene Filialkirchengemeinde Neresheim zur Kirchengemeinde Schweindorf. Durch Bekanntmachung des Oberkirchenrats vom 14. April 1953 wurde die Filialkirchengemeinde Neresheim von der Muttergemeinde Schweindorf gelöst und zur selbständigen Kirchengemeinde erhoben.

### Kirchengemeinde Oberdorf am Ipf

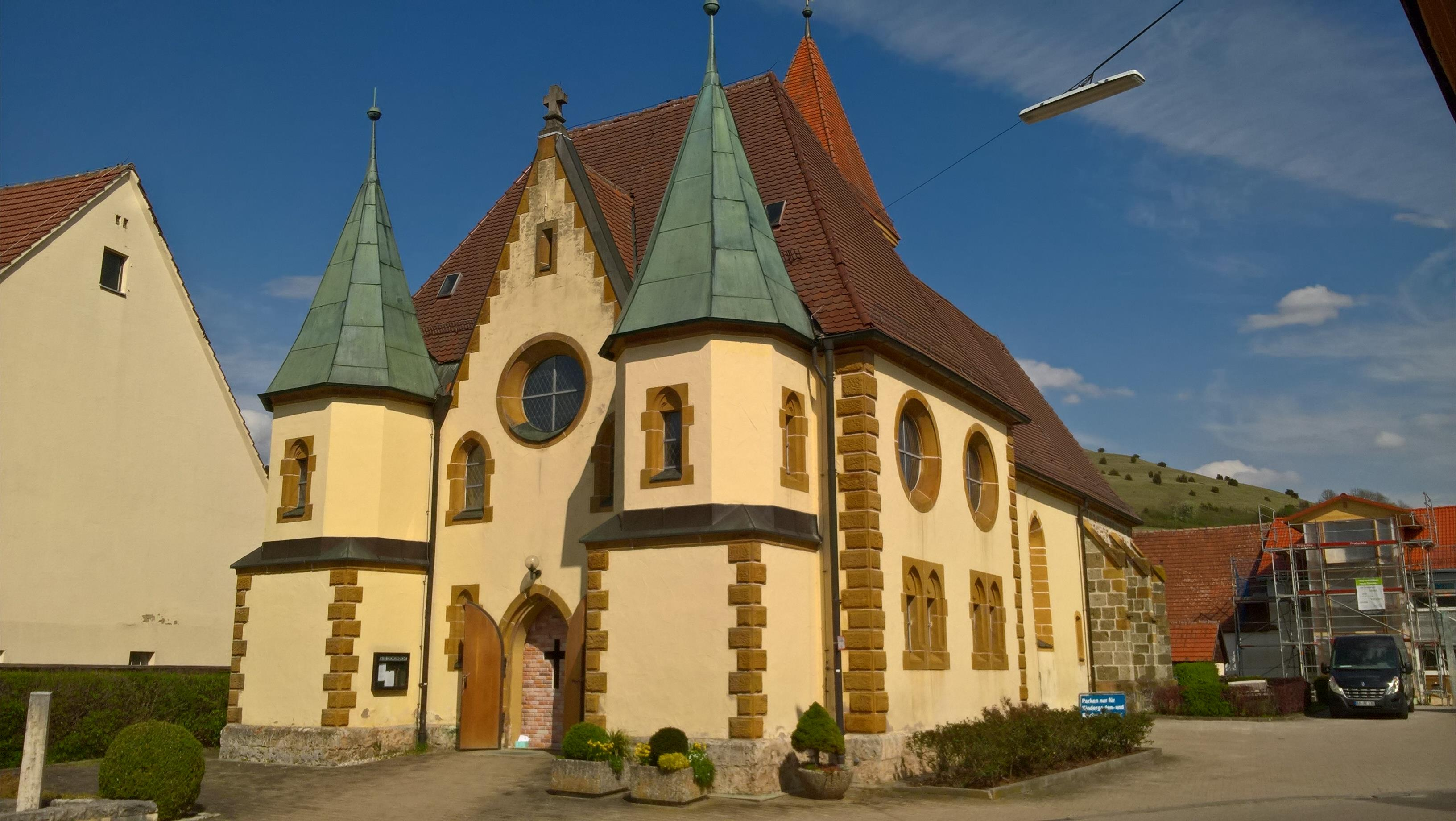
Evangelische Kirche Oberdorf am Ipf

Die Kirchengemeinde Oberdorf am Ipf (ca. 900 Gemeindeglieder) umfasst die Stadtteile Oberdorf am Ipf, Baldern und Kerkingen der Stadt Bopfingen. Oberdorf am Ipf war kirchlich zunächst Filiale von Bopfingen. Von dort wurde auch die Reformation eingeführt. Eine Kapelle St. Pantaleon wurde bereits 1317 erwähnt. 1463 wurde die ehemalige Wallfahrtskirche St. Georg erstmals erwähnt. Die im Kern spätromanische Kirche hat ein neogotisches Schiff von 1890. Im Innern ist ein spätgotisches Kruzifix wohl aus der Schule von Jörg Syrlin des Jüngeren zu sehen. Nach der Reformation wurden die Wallfahrten beendet. Die umliegenden Klöster wiesen ihre Untertanen anderen Pfarreien zu. 1958 wurde in Oberdorf am Ipf eine eigene evangelische Pfarrei errichtet und die ehemalige Wallfahrtskirche wurde Pfarrkirche des Ortes. Auch wurde durch Bekanntmachung des Oberkirchenrats vom 31. Dezember 1958 die damalige Filialkirchengemeinde Oberdorf von der Muttergemeinde Bopfingen gelöst und zur selbständigen Kirchengemeinde erhoben. Mit Wirkung vom 28. Januar 1998 wurde die Kirchengemeinde Oberdorf am Ipf um den Gemeindebezirk Wöhrwiesen, der bis dahin zur Kirchengemeinde Bopfingen gehörte, vergrößert.
Baldern und Kerkingen blieben nach der Reformation katholisch. Die überwiegend erst nach dem Zweiten Weltkrieg zugezogenen evangelischen Bewohner wurden der Kirchengemeinde Oberdorf am Ipf zugeordnet.

### Kirchengemeinde Oberkochen

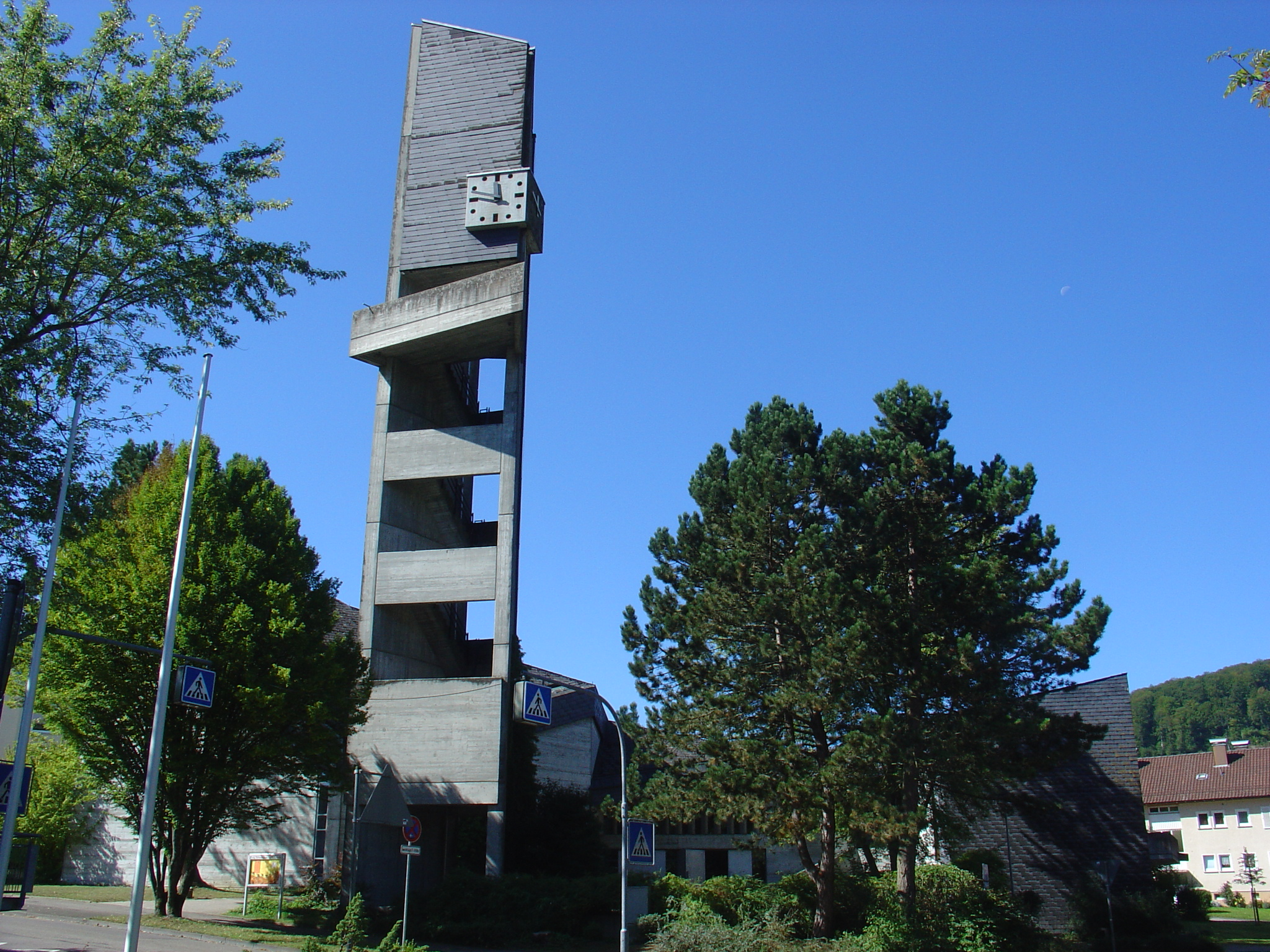
Versöhnungskirche Oberkochen

Die Kirchengemeinde Oberkochen (Q124850087) (2.267 Gemeindeglieder; Stand 31. Dezember 2015) umfasst die Stadt Oberkochen. Oberkochen war im 15. Jahrhundert politisch und damit auch kirchlich auf verschiedene Herrschaften aufgeteilt, darunter die Klöster Ellwangen und Kirchheim am Ries. Der Kirchheimer Anteil gelangte nach der Reformation an Württemberg und war somit evangelisch, der andere Teil blieb katholisch. Das Zusammenleben regelte ab 1749 das Aalener Protokoll. Die Katholiken nutzten die alte Pfarrkirche des Ortes, bis diese 1899 durch den heutigen Bau ersetzt wurde. Die evangelischen Bewohner gehörten zunächst zur Pfarrei Königsbronn (Kirchenbezirk Heidenheim), bis sie 1582 bis 1593 eine eigene Kirche erhielten, die im spätmanieristischen Stil erbaut wurde. 1875 wurde sie abgerissen und auf den alten Grundmauern neu gebaut. 1953 erhielt sie einen neuen Turm. Infolge starken Wachstums der Gemeinde wurde 1968 im Stadtteil Gutenbach eine neue Kirche mit Gemeindezentrum erbaut, die Versöhnungskirche. Die alte Kirche dient heute als Stadtbücherei. Einen weiteren Gemeindesaal unterhielt die Gemeinde zwischen 1992 und 2013 im Heidehaus im Stadtteil Heide. 2013 wurde das als Pfarr- und Gemeindehaus genutzte Heidehaus verkauft.
Heute gibt es zwei Pfarrämter in Oberkochen. Sie tragen die Bezeichnungen I und II.
Bis 1952 gehörten auch die evangelischen Bewohner des überwiegend katholischen Ortes Waldhausen zur Kirchengemeinde Oberkochen. Durch Bekanntmachung des Oberkirchenrats vom 18. Oktober 1952 wurden diese jedoch in die Kirchengemeinde Lauchheim umgegliedert. Mit Wirkung vom 8. September 2000 wurde sie aber der Kirchengemeinde Aalen zugeordnet und dem Bezirk der Martinskirche zugeteilt. Ferner gehörte bis 1952 der zu Ebnat gehörige Weiler Affalterwang zur Kirchengemeinde Oberkochen, bevor dieser der Kirchengemeinde Lauchheim zugeordnet wurde. Die Evangelischen des Hauptortes Ebnat hingegen wurden durch Bekanntmachung des Oberkirchenrats vom 14. Juli 1955 der Kirchengemeinde Unterkochen zugeordnet.

### Kirchengemeinde Pommertsweiler
Die Kirchengemeinde Pommertsweiler umfasst den Ortsteil Pommertsweiler und den Weiler Wilflingen der Gemeinde Abtsgmünd. Pommertsweiler war politisch geteilt. Es gehörte einst zur Fürstpropstei Ellwangen und zu den Herrschaften Adelmannsfelden und Neubronn. Da Ellwangen keine Reformation einführte, war es auch kirchlich geteilt. Der evangelische Teil gehörte als Filiale stets zu Adelmannsfelden, bildet aber eine eigene Kirchengemeinde, so dass beide Kirchengemeinden daher früher auch die Gesamtkirchengemeinde Adelmannsfelden bildeten. Die Kirchengemeinde Pommertsweiler wird bis heute vom Pfarramt Adelmannsfelden betreut. 1950 erhielt Pommertsweiler eine eigene Kirche.
Der zu Abtsgmünd gehörige Weiler Wilflingen wurde durch Bekanntmachung vom 31. März 1936 von der Kirchengemeinde Neubronn der Kirchengemeinde Pommertsweiler zugeordnet.

### Kirchengemeinde Unterkochen-Ebnat
Die Kirchengemeinde Unterkochen-Ebnat (ca. 1.530 Gemeindeglieder) umfasst die Stadtteile Unterkochen und Ebnat sowie die zugehörigen Weiler der Stadt Aalen. Unterkochen und Ebnat blieben nach der Reformation katholisch. Überwiegend erst nach dem Zweiten Weltkrieg zogen auch evangelische Bewohner zu. Unterkochen war dann ein Nebenort der Kirchengemeinde Aalen, Ebnat wurde der Kirchengemeinde Oberkochen zugeordnet. Durch Bekanntmachung des Oberkirchenrats vom 7. Oktober 1954 wurde für Unterkochen eine selbständige Kirchengemeinde gebildet, der durch Bekanntmachung vom 14. Juli 1955 auch Ebnat zugeordnet wurde. Für die beiden Orte wurde dann in Unterkochen eine eigene evangelische Pfarrei errichtet und 1960 auch eine eigene Kirche erbaut. Mit Wirkung vom 29. Januar 2004 wurde die Kirchengemeinde Unterkochen schließlich in Unterkochen-Ebnat umbenannt.

### Kirchengemeinde Unterrombach-Hofherrnweiler
Die Kirchengemeinde Unterrombach-Hofherrnweiler (ca. 2.850 Gemeindeglieder) umfasst die Orte Unterrombach und Hofherrnweiler, die bis 1938 mit einigen anderen Weilern die politische Gemeinde Unterrombach bildeten und seither bzw. seit 1952 zur Stadt Aalen gehören. Der zu Unterrombach gehörige Wohnplatz Sandberg gehörte jedoch bis 1983 noch zur Kirchengemeinde Essingen. Er wurde erst mit Wirkung vom 4. Dezember 1983 der Kirchengemeinde Unterrombach zugeordnet.
Kirchlich gehörten die Orte Unterrombach und Hofherrnweiler zunächst zu Unterkochen. Durch Aalen wurde die Reformation eingeführt. In der Folgezeit gehörten die Orte als Filiale zu Aalen. 1912 wurde in Unterrombach eine eigene evangelische Kirche erbaut (seit 1987 Christuskirche genannt) und 1947 eine eigene Pfarrei sowie Filialkirchengemeinde von Aalen errichtet. Durch Bekanntmachung des Oberkirchenrats vom 31. Mai 1951 wurde die Filialkirchengemeinde Unterrombach von der Mutterkirchengemeinde Aalen gelöst und zur selbständigen Kirchengemeinde erhoben. Gleichzeitig wurden ihr die evangelischen Bewohner der Spagenfeld-Siedlung und des Weilers Spagenweiler, die bis dahin zur Kirchengemeinde Aalen gehörten, zugeordnet. Mit Wirkung vom 13. Januar 2005 wurde die Kirchengemeinde Unterrombach in Kirchengemeinde Unterrombach-Hofherrnweiler umbenannt. Heute gibt es zwei Pfarrämter in Unterrombach, Pfarramt I und Pfarramt II.

### Kirchengemeinde Walxheim
Die Kirchengemeinde Walxheim (ca. 1.030 Gemeindeglieder) umfasst die Gemeinden Unterschneidheim, Stödtlen und Tannhausen und Teile der Stadtteile Pfahlheim und Röhlingen der Stadt Ellwangen (Jagst). Die Unterschneidheimer Ortsteile Geislingen, Unterwilflingen (mit Oberwilflingen) und Zipplingen (mit Sechtenhausen, Wössingen) wurden erst mit Verfügung vom 11. Mai 2001 von der Kirchengemeinde Kirchheim am Ries gelöst und der Kirchengemeinde Walxheim angegliedert.
Der Raum Unterschneidheim/Tannhausen/Stödtlen/Kirchheim am Ries blieb nach der Reformation überwiegend katholisch. Lediglich im heutigen Unterschneidheimer Ortsteil Walxheim wurde 1558 durch Graf Ludwig XVI. von Öttingen die Reformation eingeführt. Die Walxheimer Kirche, ab 1344 als St. Erhard und Bonifatius bekannt, gehörte zunächst dem Kloster Hirsau, ab 1448 dem Kloster Mönchsroth. Die Kirche wurde im Dreißigjährigen Krieg zerstört. 1699 wurde an ihrer Stelle die heutige Kirche erbaut. Im Westturm befindet sich eine Inschrift von 1529. Der Kirchengemeinde Walxheim wurden die evangelischen Bewohner der katholischen Nachbarorte Nordhausen (Unterschneidheim), Unterschneidheim, Zöbingen, Stödtlen und Tannhausen, die überwiegend erst nach dem Zweiten Weltkrieg zugezogenen sind, zugeordnet.
Zwischen 1938 und 1952 gehörten auch die evangelischen Bewohner der zu Lippach gehörigen Weiler Lindorf und Stockmühle zur Kirchengemeinde Walxheim. Sie waren durch Bekanntmachung des Oberkirchenrats vom 21. April 1938 von der Kirchengemeinde Kapfenburg in die Kirchengemeinde Walxheim zugeordnet worden und kamen dann durch neue Bekanntmachung vom 18. Oktober 1952 wieder zur Kirchengemeinde Kapfenburg (heute Lauchheim).

### Kirchengemeinde Wasseralfingen-Hüttlingen

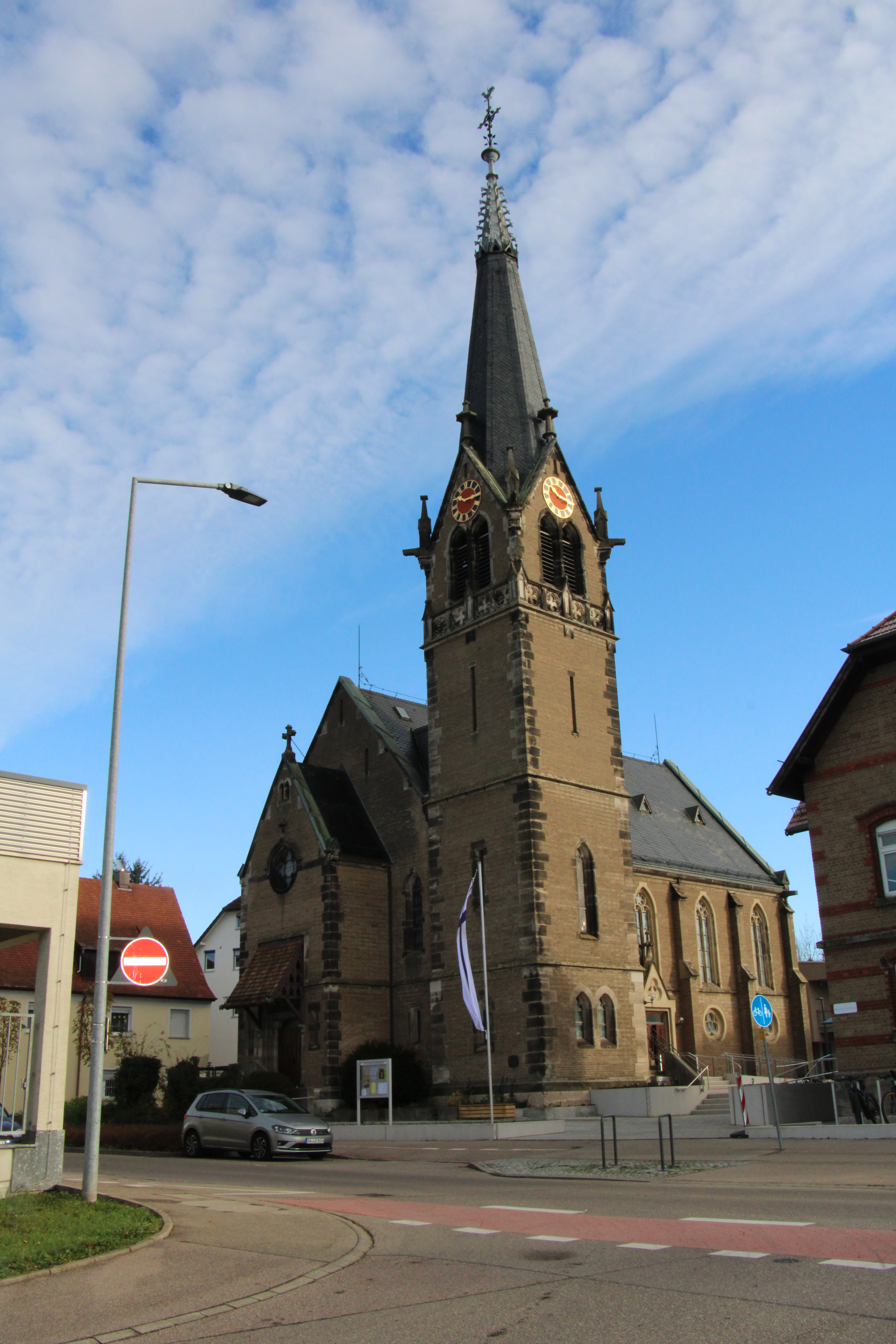
Evangelische Kirche Wasseralfingen

Die Kirchengemeinde Wasseralfingen-Hüttlingen (ca. 4.100 Gemeindeglieder) umfasst die Stadtteile Wasseralfingen (ca. 2.740) und Hofen (ca. 360) sowie die zugehörigen Weiler der Stadt Aalen (ohne Treppach) und die Gemeinde Hüttlingen (ca. 1.000), wobei der Wasseralfinger Weiler Onatsfeld bis 1967 zur Kirchengemeinde Fachsenfeld gehörte und erst durch Bekanntmachung des Oberkirchenrats vom 21. April 1967 der Kirchengemeinde Wasseralfingen zugeordnet wurde.
Die Orte Wasseralfingen, Hofen und Hüttlingen blieben nach der Reformation katholisch. Wasseralfingen wuchs seit dem 19. Jahrhundert durch das dort vorhandene Eisenschmelzwerk stark an. Es zogen auch evangelische Bewohner zu, so dass 1891 eine evangelische Pfarrei und zwei Jahre später eine eigene Kirche in Wasseralfingen erbaut wurde. Der Grundstein für diese neogotische Kirche mit 523 Sitzplätzen wurde am 1. Mai 1893 gelegt. Die Einweihung der 28,5 m langen und 12,5 m breiten Kirche war am 17. September 1894. Der Turm misst 44 m. Der zugehörigen Kirchengemeinde Wasseralfingen wurden später auch die evangelischen Bewohner von Hofen zugeordnet.
Durch Bekanntmachung des Oberkirchenrats vom 11. März 1938 wurde der zu Wasseralfingen gehörige Weiler Treppach in die Kirchengemeinde Fachsenfeld umgegliedert. Im Gegenzug wurde der bisher zur Kirchengemeinde Fachsenfeld gehörige Weiler Affalterried der Kirchengemeinde Wasseralfingen zugeordnet.
1956 wurde die Kirche in Wasseralfingen erstmals renoviert. Dabei erhielt sie eine Zwischendecke aus Holzfaserkassetten, ein neues Taufbecken mit Kupferschale und eine elektrische Heizung. Außerdem wurde der Glockenstuhl vergrößert, so dass vier neuen Bronzeglocken aufgehängt werden konnten. 1959 erfolgte der zweite Renovierungsabschnitt mit Orgelneubau, neuem Altartisch aus Muschelkalk und drei neuen Chorfenstern. Die Außenrenovierung der Kirche erfolgte 1976. 1980 wurde schließlich das Dach von Turm und Schiff saniert. 1982 wurde die Kirche erneut innen renoviert. Dabei wurde die Kassettendecke wieder entfernt und die Balken-Trage-Konstruktion freigelegt. Außerdem wurden die Bankreihen neu angeordnet und eine neue Bank-Elektroheizung eingebaut. Mit dem Umbau der Orgel 1987 wurden die Gesamtsanierungsmaßnahmen abgeschlossen. Anlässlich des 100-jährigen Jubiläums der Kirchengemeinde 1991 erhielt die Kirche in Wasseralfingen den Namen „Magdalenenkirche“. Die Namensgeberin Maria Magdalena ist auf einem Fensterbild „Verkündigung durch Maria Magdalena“ von Sieger Köder zu sehen.
Die Evangelischen aus Hüttlingen gehörten zunächst zur Kirchengemeinde Fachsenfeld. 1967 wurde in Hüttlingen eine eigene evangelische Kirche, die Versöhnungskirche, erbaut. Die evangelischen Bewohner gehörten jedoch weiterhin zur Kirchengemeinde Fachsenfeld. Ab 1. Januar 2003 wurden die evangelischen Bewohner aus Hüttlingen der Kirchengemeinde Wasseralfingen zugeordnet, die seither den Doppelnamen Wasseralfingen-Hüttlingen trägt. Heute gibt es in Hüttlingen auch ein eigenes Pfarramt, so dass es neben den Pfarrämtern Wasseralfingen I und II heute insgesamt drei Pfarrämter innerhalb der Kirchengemeinde Wasseralfingen-Hüttlingen gibt.
Außer den beiden Kirchen in Wasseralfingen und Hüttlingen gibt es in Wasseralfingen auch ein Gemeindehaus. Die Kirchengemeinde Wasseralfingen-Hüttlingen ist auch Trägerin von zwei Kindergärten in Wasseralfingen, Arche Noah und Regenbogen. Sie hat auch einen Kirchenchor und das Blockflötenensemble „Flauti Cantanti“.

### Kirchengemeinde Wört

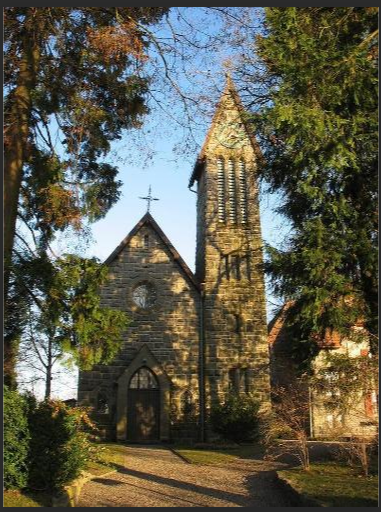
Martin-Luther-Kirche in Wört

Die Kirchengemeinde Wört (ca. 800 Gemeindeglieder) umfasst die Gemeinde Wört sowie den Hauptort und einige Weiler der Gemeinde Ellenberg. Wört blieb nach der Reformation katholisch. Im zugehörigen Ortsteil Bösenlustnau wohnten jedoch bereits im 19. Jahrhundert evangelische Bewohner, so dass 1905 eine eigene Pfarrei errichtet und durch Architekt Dolmetsch eine evangelische Kirche erbaut werden konnte. Der zugehörigen Kirchengemeinde wurde auch die später zugezogenen evangelischen Bewohner der anderen Wörter Wohnplätze zugeordnet. Sie wurde daher auch entsprechend umbenannt.
Ellenberg blieb nach der Reformation ebenfalls katholisch. Die überwiegend erst nach dem Zweiten Weltkrieg zugezogenen evangelischen Bewohner wurden den Kirchengemeinden Wört, Ellwangen und Unterdeufstetten (Kirchenbezirk Crailsheim) zugeordnet.

## Archivquellen
- Bestand: Visitationsberichte.   Landeskirchliches Archiv Stuttgart. 1581–1822.   Signatur: A 1.
- Bestand: Kirchenvisitationsakten.   Hauptstaatsarchiv Stuttgart. ca. 1601–1840.   Signatur: A 281.
- Bestand: Ortsakten [mit Digitalisaten der Pfarrbeschreibungen und Pfarrberichte (darin u. a.: Chronik, Filialverhältnisse)].   Landeskirchliches Archiv Stuttgart. ca. 1550–1923.   Signatur: A 29.
- Bestand: Ortsakten [mit Digitalisaten der Pfarrberichte (darin u. a.: Filialverhältnisse)].   Landeskirchliches Archiv Stuttgart. ca. 1924–1966.   Signatur: A 129.
- Bestand: Ortsakten [mit Visitationsberichten].   Landeskirchliches Archiv Stuttgart. ca. 1967–1989.   Signatur: A 229.
- Archivgut: Dekanatsarchive.   Landeskirchliches Archiv Stuttgart.   Signatur: F-Bestände.
- Archivgut: Pfarrarchive.   Landeskirchliches Archiv Stuttgart.   Signatur: G-Bestände.